# Csehország
Csehország (csehül: Česko, IPA: [ˈt͡ʃɛsko]), hivatalos nevén Cseh Köztársaság (csehül: Česká republika, IPA: [ˈt͡ʃɛskaː ˈrɛpuˌblɪka] kiejtéseⓘ) tengerparttal nem rendelkező, Magyarország területénél egy kicsit kisebb ország, Közép-Európában. Nyugaton Németország, délen Ausztria, keleten Szlovákia, északon Lengyelország határolja. Fővárosa és egyben legnépesebb városa az 1,2 millió lakosú Prága. A mai ország területén 1918 előtt három terület osztozott, ezek Csehország, Morvaország és részben Szilézia.
Az 1989 végén lezajlott bársonyos forradalmat követően a kommunista vezetés átadta a hatalmat, majd pár évvel később Csehszlovákia békés úton történő felbomlásával 1993. január 1-jén nyerte el függetlenségét.
Ipari ország. Az egy főre jutó bruttó hazai terméke az egyik legmagasabb a volt keleti blokk tagjai közül. A nagyon magas HDI fejlettségű országok közé tartozik. A munkanélkülisége az EU-ban az egyik legalacsonyabb (2023).
Az Európai Unió, a NATO, az OECD, a WTO, az OSCE, az Európa Tanács, a Visegrádi Együttműködés és az ENSZ tagja, valamint része a schengeni övezetnek.

## Etimológia
Az ország neve a szláv törzsről (Češi, Čechové) és a legenda szerint vezetőjükről, Čech nevéről származik, aki a mai Csehország területére vezette őket.

## Földrajza

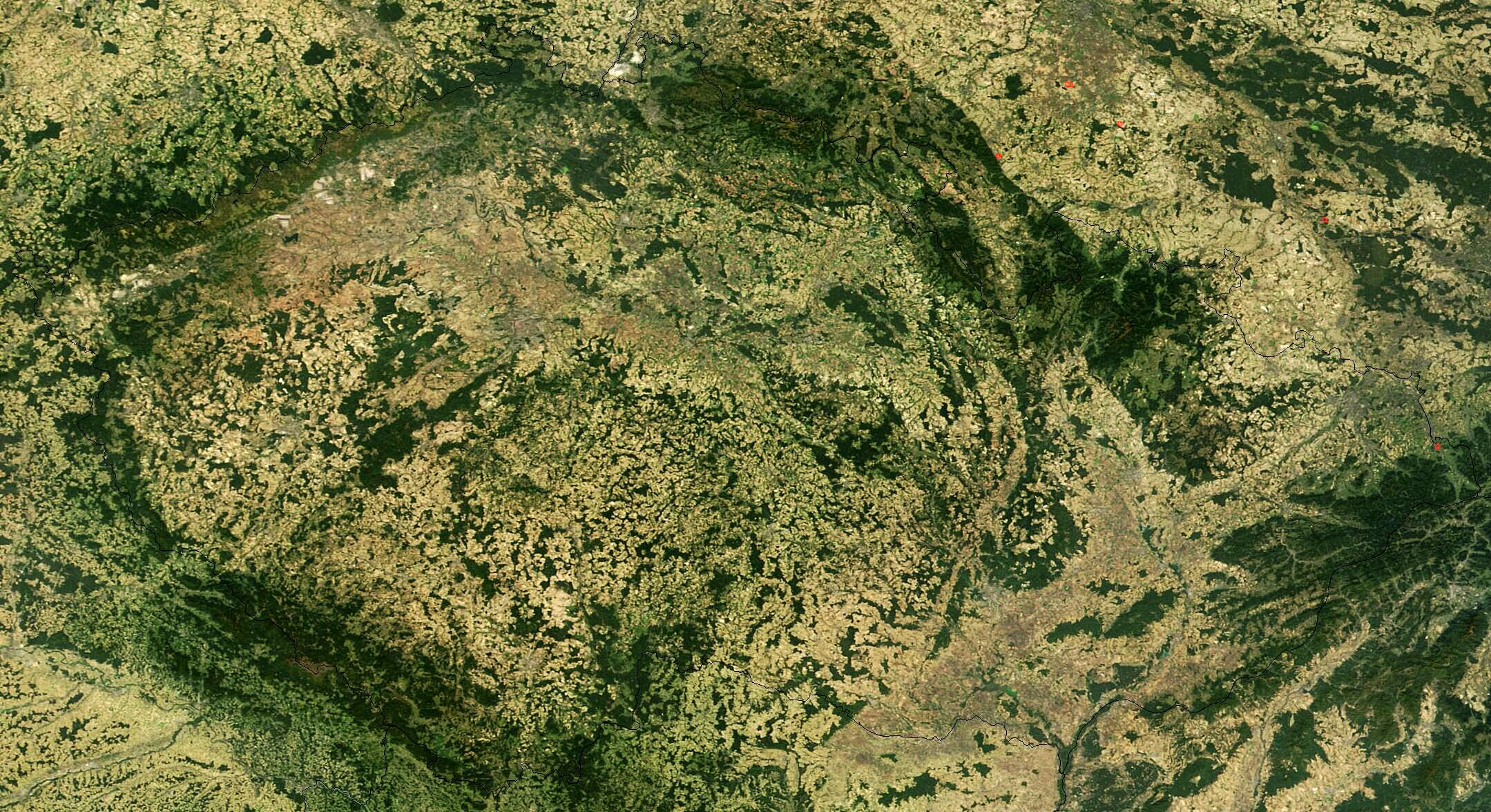
Csehország műholdképen

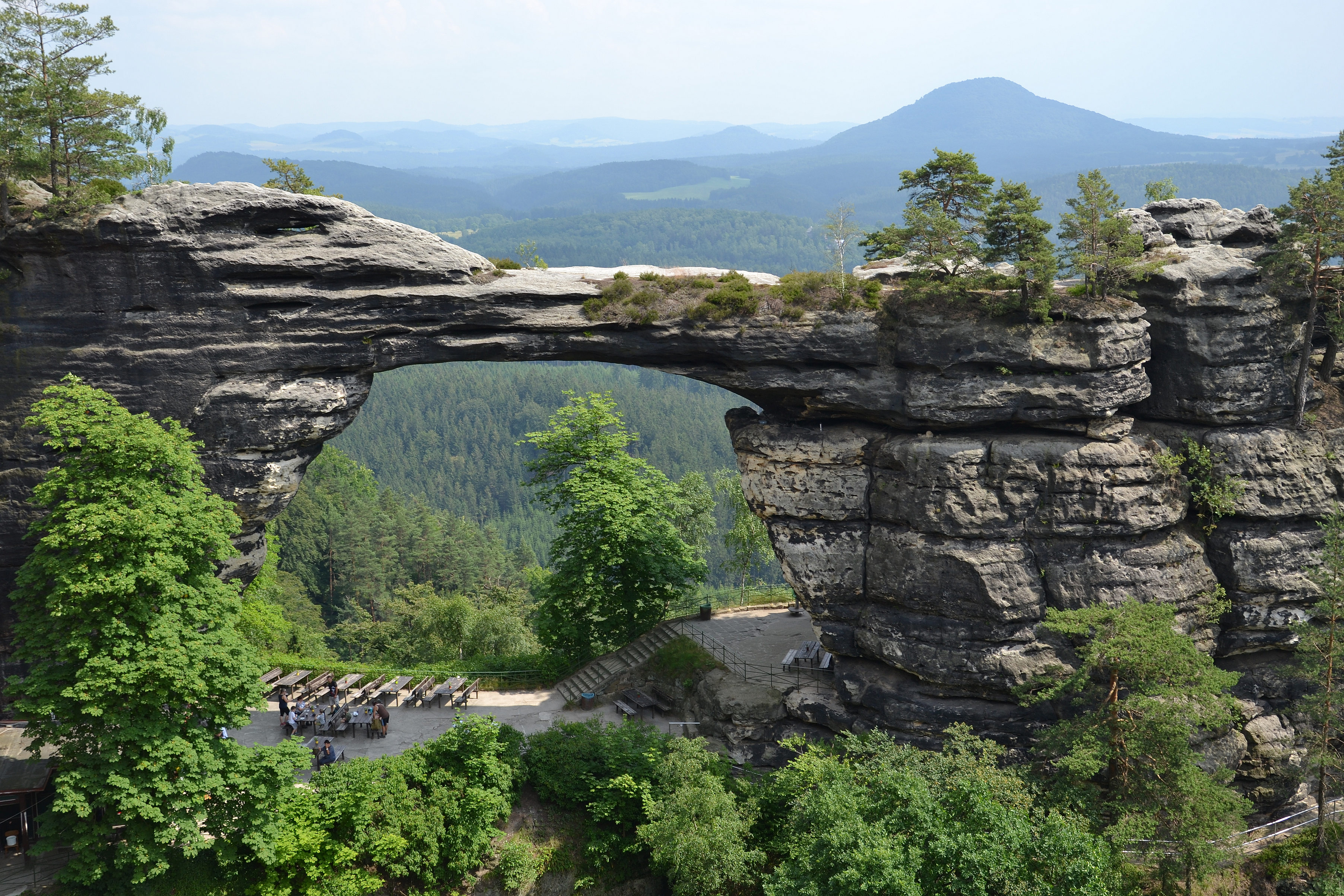
A Cseh-Svájc Csehország négy nemzeti parkjának egyike

### Természeti földrajza
Az ország nagyrészt az északi szélesség 48. és 51., a keleti hosszúság 12. és 19. foka között fekszik. (Kis része átnyúlik az 51. foktól északabbra.)
Felszíne igen változatos. A nyugati részén fekvő történelmi Csehország nagy része a Cseh-medence az Elba (csehül: Labe) és a Moldva (csehül: Vltava) völgyével. A medencét jellemzően alacsonyabb röghegységek ölelik, mint például a Szudétákhoz tartozó Óriás-hegység. Itt van az ország legmagasabb pontja, az 1603 m magas Sněžka. Az ország keleti részét elfoglaló Morvaország legnagyobb tájegysége a Morva-medence, amit a Cseh-medencétől a Cseh–Morva-dombság választ el. A Morva-medence legnagyobb folyója a Morva csehül: Morava, de itt ered az Odera is. Északi határán a Szudéták húzódnak.
Az egyetlen tengerrel sem határos Csehországból három vízfolyás ömlik a tengerbe, egy-egy az Északi- a Balti- és a Fekete-tengerbe. Csehország mindmáig bérli a versailles-i békeszerződés 363. cikkelyével Csehszlovákiának ítélt területet, a 30 000 m2-es Moldauhafent a hamburgi kikötőben: itt rakodják át a folyókon lehajózott árukat a tengerjáró hajókra. A területet Németország 2028-ban kapja vissza.

### Politikai földrajza
Csehország más országokba benyúló kiszögellései:
- aši,
- frýdlanti,
- šluknovi,
- broumovi,
- javorníki,
- osoblahai,
- břeclavi (avagy thayai háromszög).

### Növényföldrajza
Növényföldrajzilag az északi flórabirodalom közép-európai flóraterületéhez tartozik. A Természetvédelmi Világalap beosztása szerint Csehország négy ökorégió:
- a közép-európai kevert erdők,
- a pannon kevert erdők,
- a nyugat-európai tűlevelű erdők,
- valamint a Kárpátok erdőinek

határterülete.

### Nemzeti parkjai
Csehországban négy nemzeti parkja:
- a Krkonošei Nemzeti Park, (bioszféra-rezervátum),
- a Šumavai Nemzeti Park (bioszféra-rezervátum),
- a Podyjí Nemzeti Park és
- Cseh-Svájc.

### Bányászata
Európában itt található a legtöbb lítium, a kitermelés a világ lítium-igényének 3 %-át fedezi.
Bányásznak még jelentős mennyiségű uránércet és grafitot is.

## Éghajlata

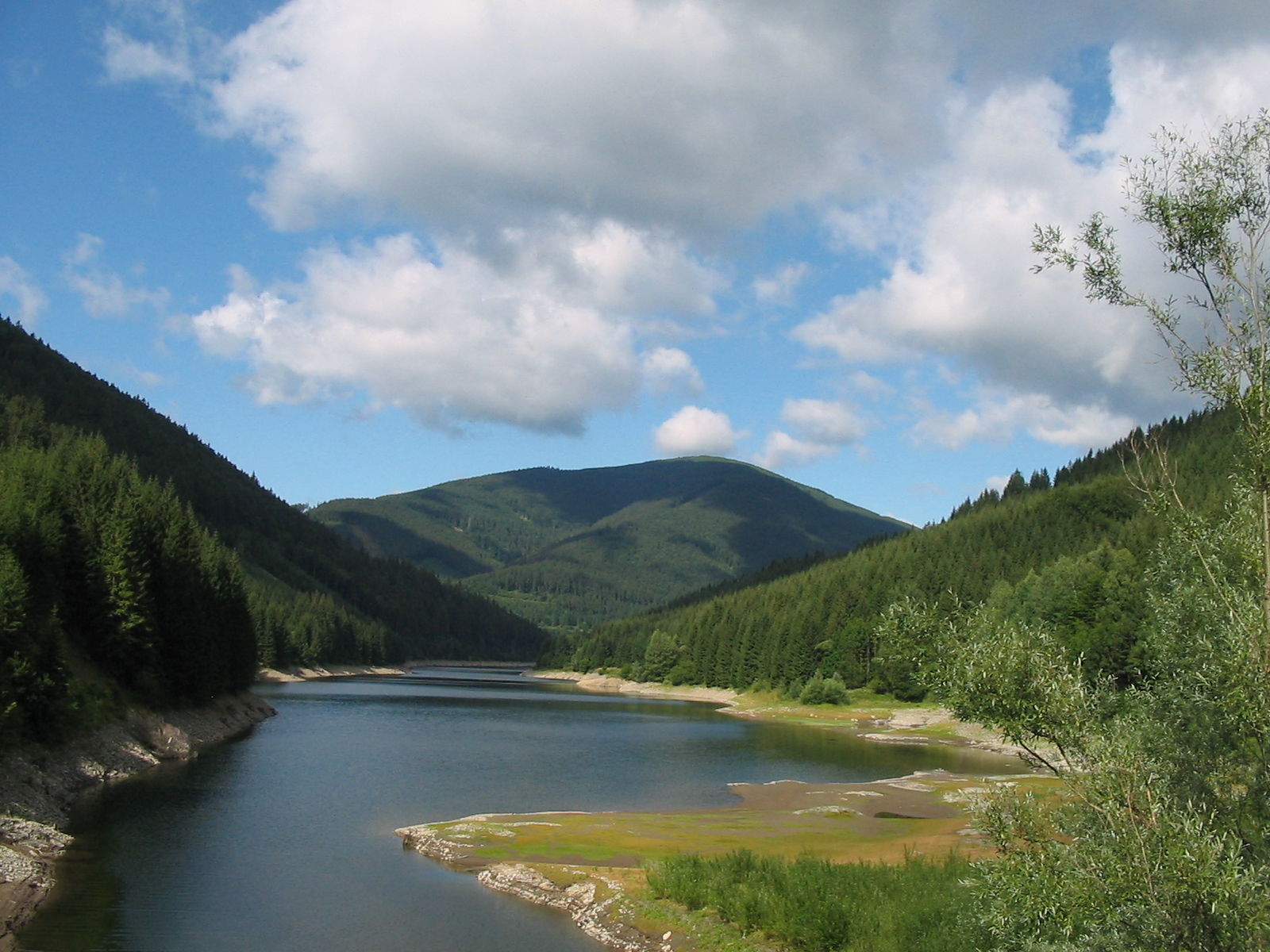
A Šance-víztározó

Csehország éghajlata nedves kontinentális, meleg nyarakkal és viszonylag felhős, csapadékos, hideg telekkel. A téli és a nyári hőmérsékleti értékek között a szárazföldi elhelyezkedés miatt viszonylag nagy a különbség.
A tengerszint feletti magasság nagyban befolyásolja az adott területen uralkodó hőmérsékleti viszonyokat. Minél magasabban fekszik egy adott terület, annál alacsonyabb a hőmérséklet és annál több a csapadék. A legtöbb csapadék a Jizera-hegységben fekvő Bílý Potokban, míg a legkevesebb a Prága környéki Lounyi járásban hullik. Mindezeken felül fontos a hegyek elrendeződése. Összességében ezeknek köszönhetően az ország éghajlata eléggé változatos.

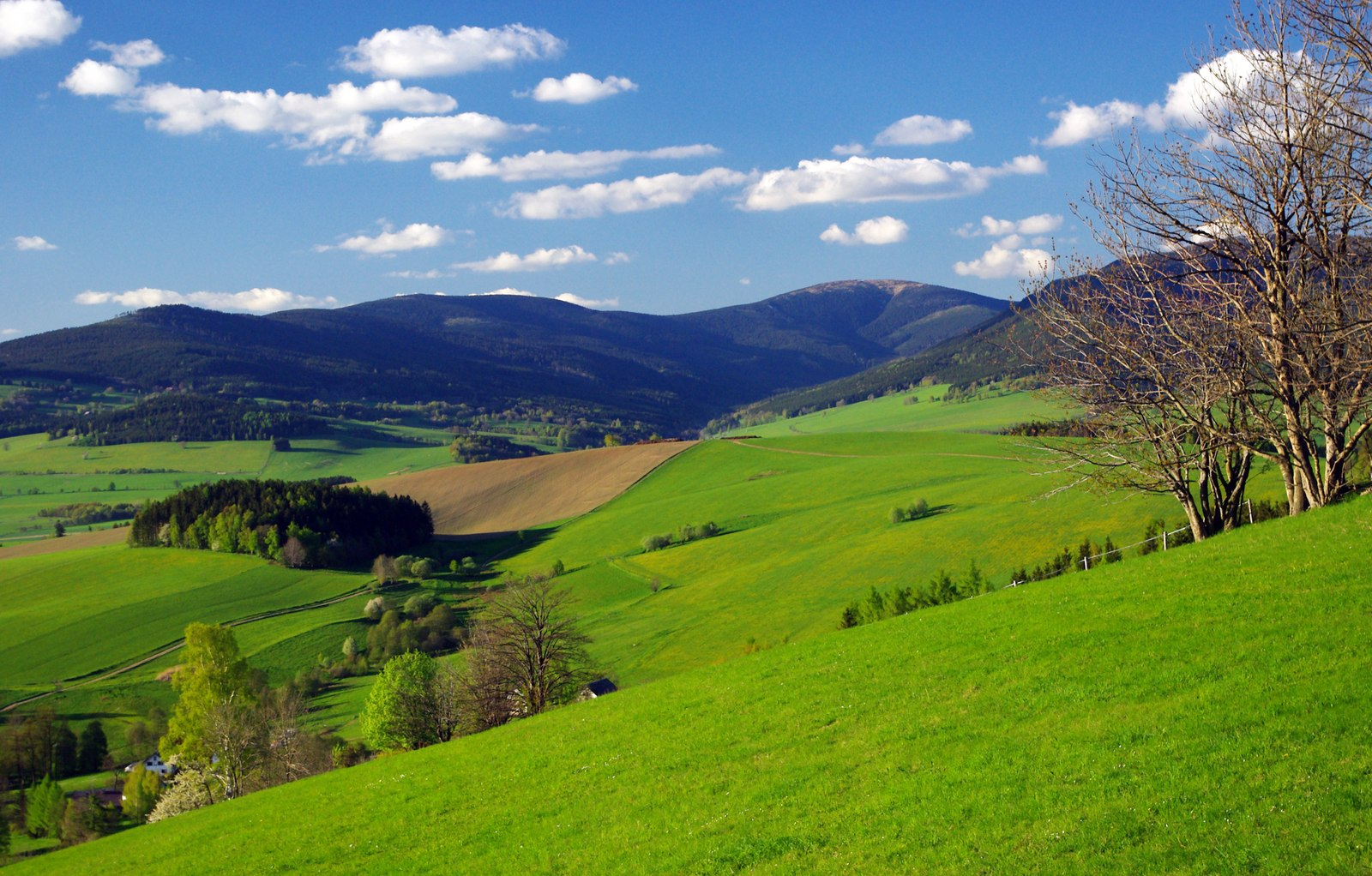
Králický Sněžník hegyvidéke

A Sněžka, az ország legmagasabb pontja környékén az átlaghőmérséklet mindössze –0,4 Celsius-fok, míg a Dél-morvaországi kerületben akár 10 fokkal több is lehet. Hasonlóak a körülmények Prágában is, bár ott jelentősek a városi élet okozta hatások is.
A leghidegebb hónapok általában január, február és december, amikor a hegyeket és néha a városokat, illetve síkságokat is hó borítja. Márciustól májusig a hőmérséklet gyorsan emelkedik, ami gyakran napról napra érezhető. Nap közben leginkább áprilisban ingadozik a hőmérséklet. Az olvadó hó miatt tavasszal általában megnő a folyók vízhozama, ami árvizekhez vezet.
Az év legmelegebb hónapjai a június, a július és az augusztus. Nyáron általában 20 fokkal van melegebb, mint télen, a hőmérséklet nem ritkán 30 fok fölé emelkedik. A nyárra jellemzőek az esős időszakok és a viharok.
Az ősz szeptemberben köszönt be, ám ekkor még meleg és csapadékos az idő. Októberben a hőmérséklet 10–15 fok alá csökken, a lombok lehullanak. Novemberben a hőmérséklet fagypont körül ingadozik.
A valaha mért legalacsonyabb hőmérsékletet 1929-ben České Budějovice mellett Litvínovicében jegyezték fel. Ekkor a hőmérő higanyszála –42,2 foknál állt meg. Az eddig mért legmelegebb, 40,4 fok Dobřichovicében, Prága környékén volt 2012-ben.
A legtöbb eső nyáron hullik. Prága környékén a legalább 0,1 mm csapadékot hozó napok átlagos száma szeptemberben és októberben 12, novemberben 16, de a zivataros napok (amelyeken akár 10 mm eső is hullhat) sokkal jellemzőbbek májusban és augusztusban (átlagosan 2-2 ilyen nappal).
| Hónap                                      | Jan. | Feb. | Már. | Ápr. | Máj. | Jún. | Júl. | Aug. | Szep. | Okt. | Nov. | Dec. | Év   |
| ------------------------------------------ | ---- | ---- | ---- | ---- | ---- | ---- | ---- | ---- | ----- | ---- | ---- | ---- | ---- |
| Átlagos max. hőmérséklet (°C)              | 0,4  | 2,7  | 7,7  | 13,3 | 18,3 | 21,4 | 23,3 | 23,0 | 19,0  | 13,1 | 6,0  | 2,0  | 12,6 |
| Átlagos min. hőmérséklet (°C)              | −5,4 | −4,0 | −1,0 | 2,6  | 7,1  | 10,5 | 11,9 | 11,7 | 8,7   | 4,3  | 0,2  | −3,3 | 3,7  |
| Átl. csapadékmennyiség (mm)                | 23   | 23   | 28   | 38   | 77   | 73   | 66   | 70   | 40    | 30   | 32   | 25   | 525  |
| Havi napsütéses órák száma                 | 50   | 72   | 125  | 167  | 214  | 218  | 226  | 212  | 161   | 121  | 54   | 47   | 1667 |
| Forrás: Meteorológiai Világszervezet NOAA, |      |      |      |      |      |      |      |      |       |      |      |      |      |

## Politikai élete
Csehország pluralista többpártrendszerű parlamentáris képviseleti demokrácia, ahol a kormány élén a miniszterelnök áll. Parlamentje, a csehül: Parlament České republiky kétkamarás, alsóháza a 200 fős képviselőház (csehül: Poslanecká sněmovna), felsőháza pedig a 81 fős Szenátus (csehül: Senát).
1993 és 2012 között a köztársasági elnököt a parlament két háza közösen választotta meg, és egy személy legfeljebb két cikluson keresztül tölthette be a tisztséget. 2013 óta közvetlenül választja a nép a köztársasági elnököt. Az elnök hivatalosan az államfő, azonban nagyon kevés közvetlen hatalma van. Ezek között a legfontosabbak, hogy törvényt visszaküldhet a parlament elé, a Szenátusnak javaslatot tehet a megválasztandó alkotmánybírákról és néhány speciális helyzetben feloszlathatja a parlamentet. Ő nevezi ki a miniszterelnököt, és az ő javaslatára a kormány többi tagját. 2013-tól a parlament helyett a nép választja meg. Miloš Zeman volt az első közvetlenül megválasztott köztársasági elnök.
A miniszterelnök a kormány feje, és sokkal jelentősebb szerepe van, mint a köztársasági elnöknek. Meghatározhatja az ország bel- és külpolitikájának alapvető elveit, mozgósíthatja a parlamenti többséget, és kiválaszthatja kormányának tagjait.
A képviselőház tagjait négyévente közvetlenül választják meg. A választásokon az 5%-ot elért pártok között a választásokon megszerzett szavazatok arányában osztják el a képviselői helyeket. Az ország a közigazgatási régiók beosztásának megfelelően 14 választási körzetre van felosztva. A Cseh Nemzeti Tanács utódja, a Képviselőház vette át a volt Csehszlovákia parlamentjének jog- és felelősségi köreit.
A felsőházba minden választási körzet egy kétfordulós választási rendszer eredményeképp hat évre küld 1-1 képviselőt. Itt minden páros év őszén a választókerületek harmadában tartanak választásokat. Az első választásokat ebben a rendszerben 1996-ban tartották. Akkor eltérő időszakra választották meg a képviselőket. A Szenátus nem örvend túl nagy népszerűségnek, ezeken a választásokon az első körben 30, a második körben 20%-a vesz részt a választóknak.

### Külpolitikája
Az ország külpolitikájának egyik legmeghatározóbb alakítója az a tény, hogy tagja az Európai Uniónak. Az ország miniszterelnöke volt 2009 első félévében az EU Tanács soros elnöke.
A hivatalos cseh politika támogatja a Mianmarból, Moldovából és Kubából érkező menekültek integrálódását.

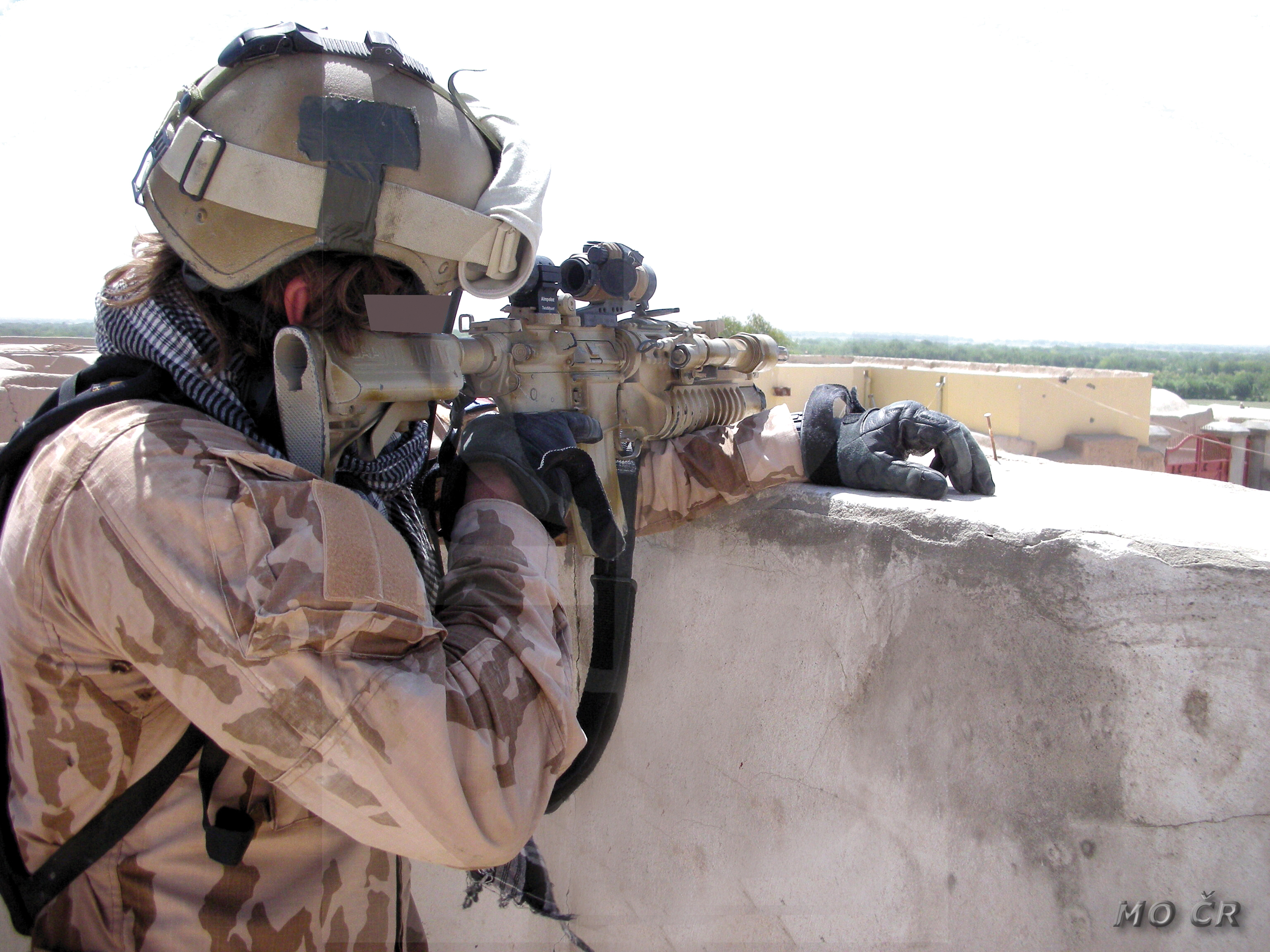
Cseh katona Afganisztánban

### Hadserege
A cseh haderő részei a Hadsereg, a Légierő és a különleges támogató egységek. A hadsereg főparancsnoka az ország köztársasági elnöke. 2004-ben alakult át a szervezet professzionális alakulattá, s ekkor törölték el a kötelező sorkatonai szolgálatot. Csehország 1999. március 12-e óta a NATO tagja. 2006-ban a költségvetés 1,8%-át fordították honvédelmi célú kiadásokra. A NATO tagjaként több nemzetközi programban is részt vesznek. Ilyenek az ISAF és a KFOR. Afganisztánba és Koszovóba is küldtek békefenntartó katonákat. Fontosabb felszereltségük közé tartozik a JAS 39 Gripen többfunkciós harci repülőgép, az L–159 ALCA, a Mi–24 harci helikopter, valamint a Pandur II, az OT–64, az OT–90, a BVP–2 harci járművek, valamint a cseh fejlesztésű T–72 (T–72M4CZ) tank.

### Közigazgatási beosztása
2000 óta Csehország közigazgatásilag 13 régióra csehül: kraj és a fővárosra, Prágára tagolódik. Minden régiónak külön Regionális Tanácsa csehül: krajské zastupitelstvo van, melyek élén a hejtman (magyarul elnök) áll. Prágában ezeknek a szerveknek a hatáskörét a Városi Tanács és a polgármester tölti be.
Az 1999-ig fennállt régi 76 körzet (okres) elvesztette régi jelentőségét. Ma ezek területi körzetek, illetve különböző állami szervezetek központjai vannak a régebben fontosnak tartott városokban.

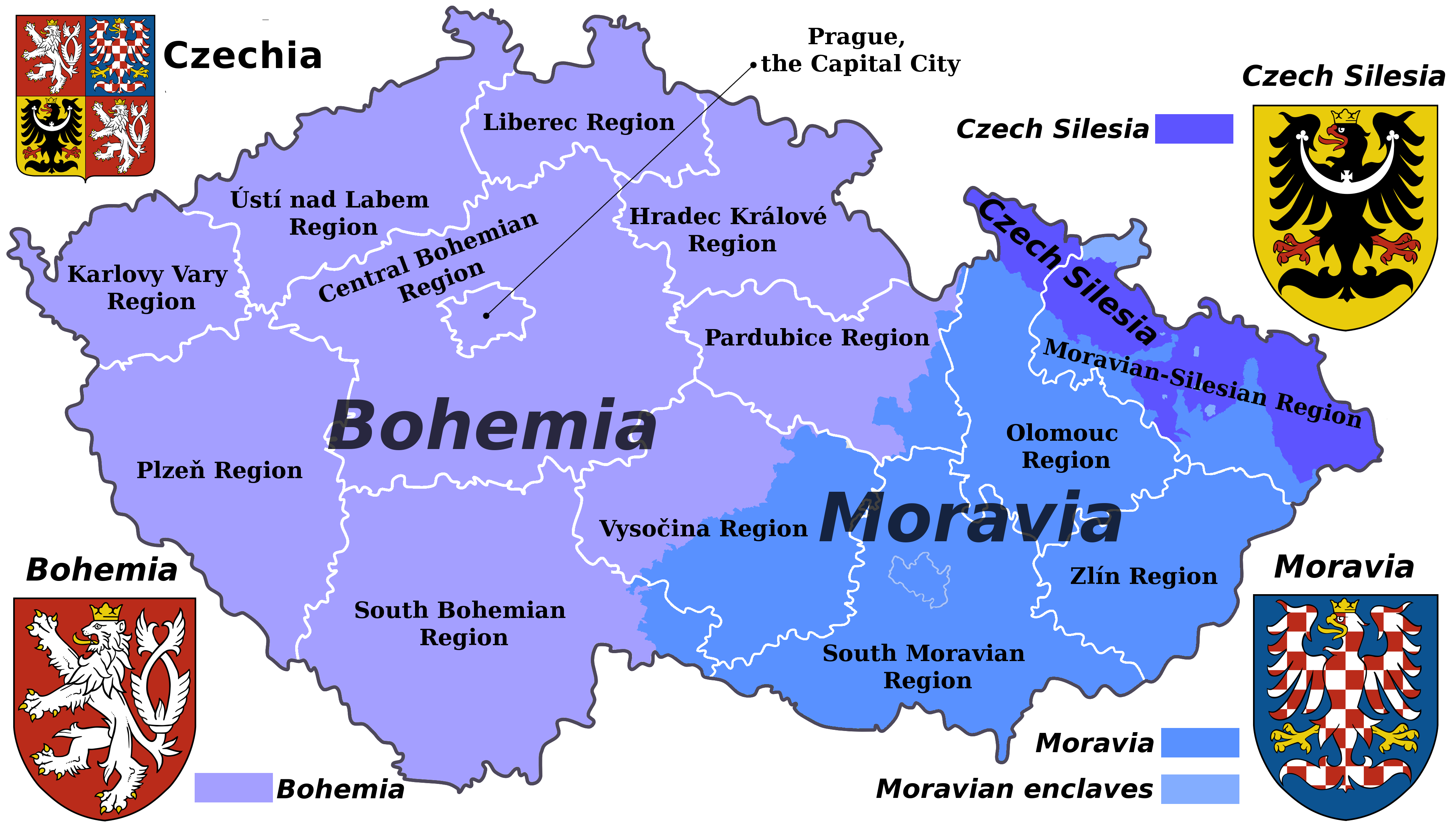
Csehország térképe a hagyományos és a mai régiókkal

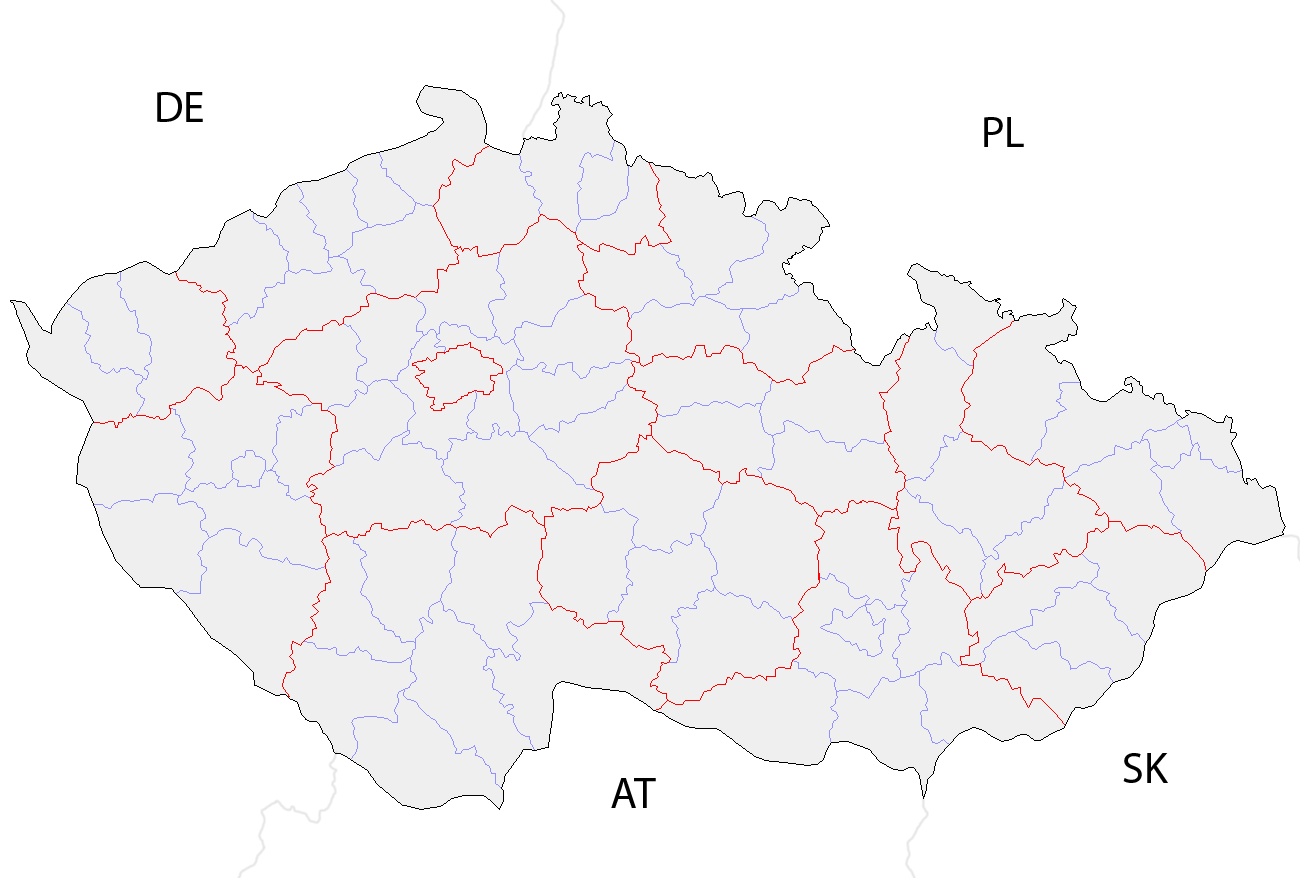
A körzetek térképe

## Népessége

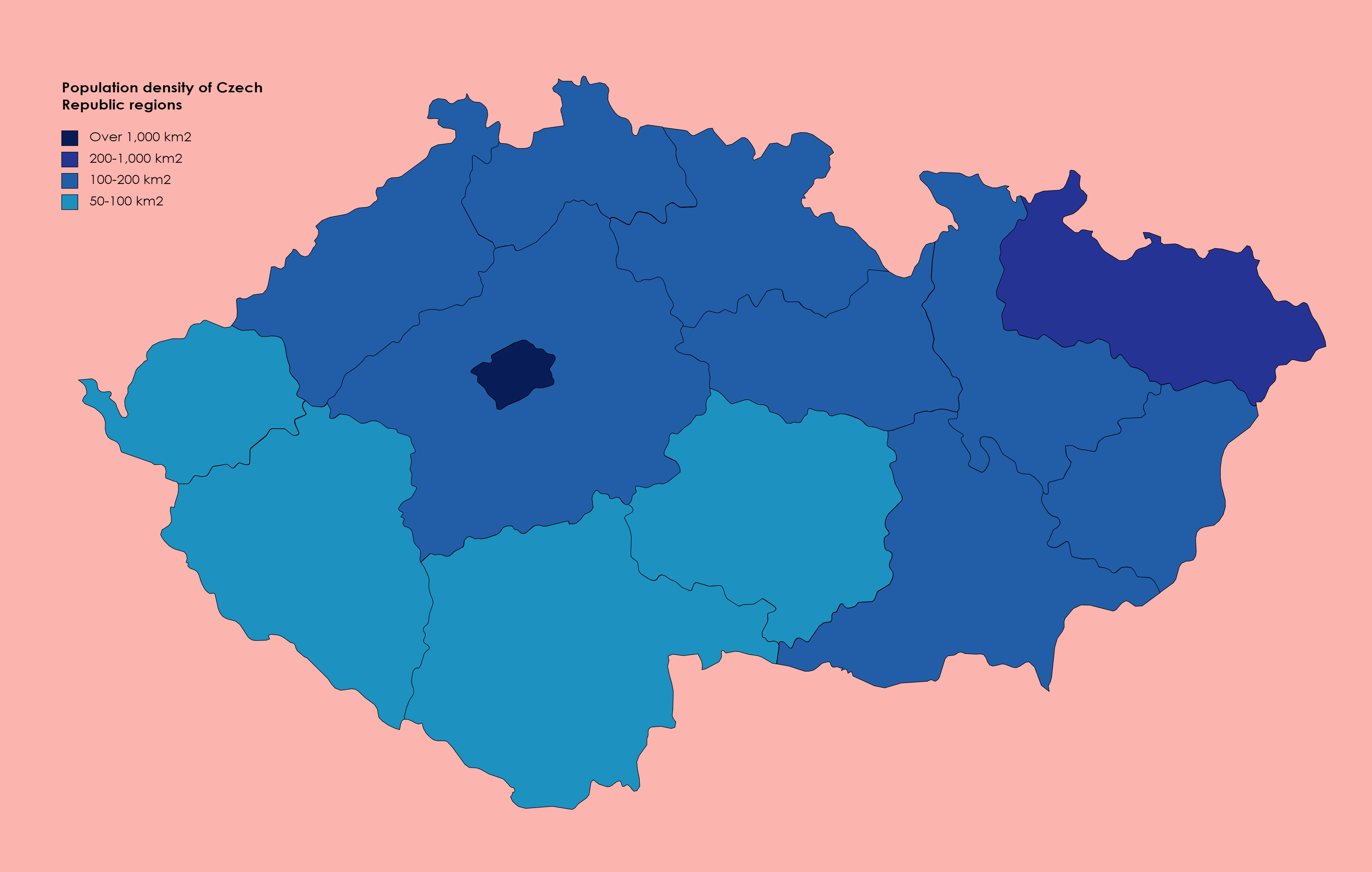
Csehország népsűrűsége 2021-ben

2019-ben a népesség 10,6 millió fő volt.
2013-as adatok alapján egy nő átlagosan 1,29 gyermeknek ad életet, mely alatta van a népesség fenntartásához szükséges 2,1-nek. Ez a világon az egyik legalacsonyabb szaporodási ráta. 2014-ben az újszülöttek 45%-a házasságon kívül született. 2013-ban az átlagos várható élettartam 77,56 év (74.29 év a férfiaknál és 81,01 év a nőknél).

### Népességének változása
| Lakosok száma | 2 000 000 | 6 369 000 | 10 078 637 | 8 896 133 | 10 362 740 | 10 272 503 | 10 436 560 | 10 578 800 | 10 701 777 | 10 909 500 |
|               | 1650      | 1840      | 1910       | 1950      | 1990       | 2000       | 2011       | 2016       | 2021       | 2025       |

### Etnikumai
A 2011-es népszámlálás előzetes eredménye alapján Csehország lakosságának nagy része (63,7%-a) cseh. Őket a morvák (4,9%), szlovákok (1,4%), lengyelek (0,4%), németek (0,2%) és a sziléziaiak (0,1%) követik. Mivel a nemzetiségi hovatartozásra vonatkozó kérdésre nem volt kötelező válaszolni, így többen (26%) üresen hagyták ezt a részt. Egyes becslések szerint mintegy 250 000 roma lakik az ország területén.
Cseh- és Morvaországban a késő középkor óta jelentős számban éltek németek. 1930-ban a mai Csehország területe népességének mintegy 30%-a – 10 674 386 főből 3 149 820 fő – volt német nemzetiségű. Jelenlétük az önálló Csehszlovákia megalakulásával vált égető politikai kérdéssé, amikor is egyes területeken felmerült az Ausztriához, illetve Németországhoz való csatlakozás igénye – a teljes államon belül létszámuk ekkor jelentősen meghaladta az államalkotó nemzetnek számító szlovákságét. Noha ezen igények nem teljesültek, az 1930-as években – német nemzetiszocialista támogatás mellett – számottevően megerősödtek a csehországi németség szeparatista törekvései. Jelenlétükre hivatkozva kerülhetett sor 1938-ban a müncheni egyezményre, melynek eredményeként a Harmadik Birodalom annektálta a cseh és morva határvidék – gyakori összefoglaló nevükön a Szudétavidék – német többségű területeit, több ponton túl is terjeszkedve az eredendően sem teljesen éles etnikai határvonalon. A második világháború lezárultát és a náci Németország totális összeomlását követően az újjáalakuló Csehszlovákia vezetése, a győztes nagyhatalmak egyetértésével, a német népesség kitelepítése mellett döntött. Ennek eredményeként rövid időn belül közel hárommillió németet telepített ki a csehszlovák államhatalom Németország amerikai és szovjet megszállási övezeteibe, illetve Ausztriába. A szervezett kitelepítéseket számos helyszínen alulról szerveződő elüldözés, pogromok és tömeggyilkosságok kísérték. A következő évtizedekben folyamatosan fogyott a megmaradt csehországi németség lélekszáma, 2011-ben mindössze 25 221 fő vallotta német nemzetiségűnek (is) magát. Az elnéptelenedő határ menti területeket részben Csehszlovákia más részeiről beköltözőkkel népesítették be újra (többek közt Dél-Szlovákiából kitelepített magyarokkal is, akik zöme a háborút követő évek enyhülésével visszaköltözött eredeti lakóhelyére), de számos település teljesen elnéptelenedett vagy csak szignifikánsan kisebb lakosságszámmal maradt fenn. A háborús emberveszteség és a Csehországot is érintő holokauszt mellett (lásd alább) a németek kitelepítése a legfőbb oka annak, hogy az 1950 óta szinte töretlen növekedés dacára máig sem érte el Csehország népessége az 1940-es csúcsértéket – akkor 11 159 359 fő, 2020-ban 10 700 150 fő élt a mai Csehország területén.
A történelmi Csehországban és Morvaországban 1930-ban élt 118 000 zsidó majdnem teljesen eltűnt a náci Németország által indított holokauszt következtében. 2005-ben nagyjából 4000 zsidó lakott az országban. Jan Fischer volt miniszterelnök vallását és eredetét tekintve is zsidó.

### Bevándorlás

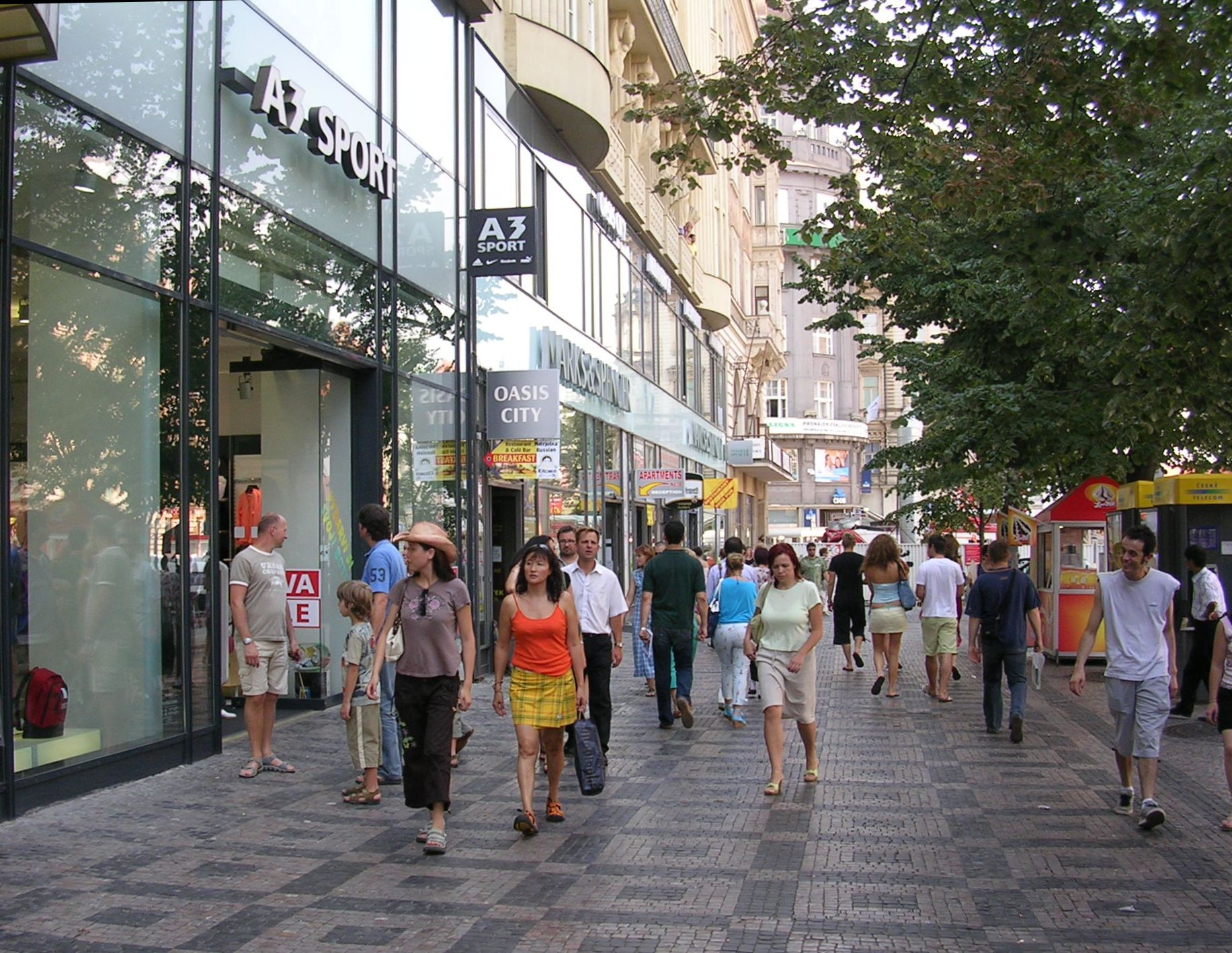
Gyalogosok a prágai Vencel téren

A cseh Belügyminisztérium nyilvántartása alapján 436 116 külföldi élt Csehországban. Közülük a legtöbben ukránok (132 481), szlovákok (75 210), vietnámiak, (61 102), oroszok (29 976), lengyelek (19 790), németek (14 156), moldávok (10 315), bolgárok (6346), mongolok (5924), amerikaiak (5803), kínaiak (5314), britek (4461), fehéroroszok (4441), szerbek (4098), románok (4021), kazakok (3896), osztrákok (3114), olaszok (2580), hollandok (2553), franciák (2356), horvátok (2351), bosnyákok (2240), örmények (2021), üzbégek (1969), macedónok (1787) vagy japánok (1581) voltak.
A bevándorlásnak köszönhetően 2007-ben majdnem 1 %-kal nőtt az ország népessége. Évente átlagosan 77 000 ember választja ezt az országot új otthonának. A vietnámiak már a kommunizmus idejében elkezdtek ide telepedni, mikor vendégmunkásként várta őket az akkori csehszlovák államvezetés. Ma nagyjából 70 000 vietnámi él az országban. Az ukránokkal ellentétben a vietnámiak véglegesen itt akarnak maradni.

### Kivándorlás
A 20. század elején Prága és Bécs után a harmadik legtöbb cseh Chicagóban lakott. A 2006-os amerikai népszámlálás adatai alapján 1 637 218 amerikai mondta azt, hogy részben vagy egészben cseh származású.

### Vallási élete
Csehország népessége az egyik legkevésbé vallásos az egész világon. A cseheket már régóta a vallási tolerancia és közömbösség jellemezte. A 2011-es népszámlálás szerint a népesség 79,4%-a ateista, agnosztikus vagy vallás nélküli. (A válaszadók 34,2%-a mondta, hogy nincs vallása, és 45,2%-a nem válaszolt a kérdésre.) A csehek 10,38%-a római katolikus, 0,8&%-a protestáns (közülük 0,5% a Cseh Testvérek Egyházának híve, 0,4&% pedig huszita). A fennmaradó 9,4&% kisebb vallások követője. 1991 és 2001, illetve 2001 és 2011 között a római katolikusok aránya 39,0%-ról 26,8%-ra, majd 10,3%-ra csökkent. A protestánsok aránya ezalatt 3,7%-ról 2,1%-ra, majd 0,8%-ra zsugorodott.
Az Eurobarometer egy 2005-ös felmérése szerint a cseh lakosok 19%-a mondta azt, hogy hisz valamilyen isten létezésében, a megkérdezettek 50%-a szerint létezik valamilyen életerő vagy lélek, míg 30%-uk szerint semmilyen külső létező nincs hatással életük alakulására.
2006-os adatok szerint a 2 740 780 cseh római katolikus, 7645 görög katolikus. Az országban ekkor 99 férfi és 162 női szerzetesház volt. A katolikus vallás szervezetének három fő egysége
- a cseh egyháztartomány,
- a morva egyháztartomány és
- a görög katolikusokart összefogó cseh apostoli exarchátus.[50]

Az egyik legfontosabb vallási ünnep július 5., Szent Cirill és Metód napja.

## Gazdasága

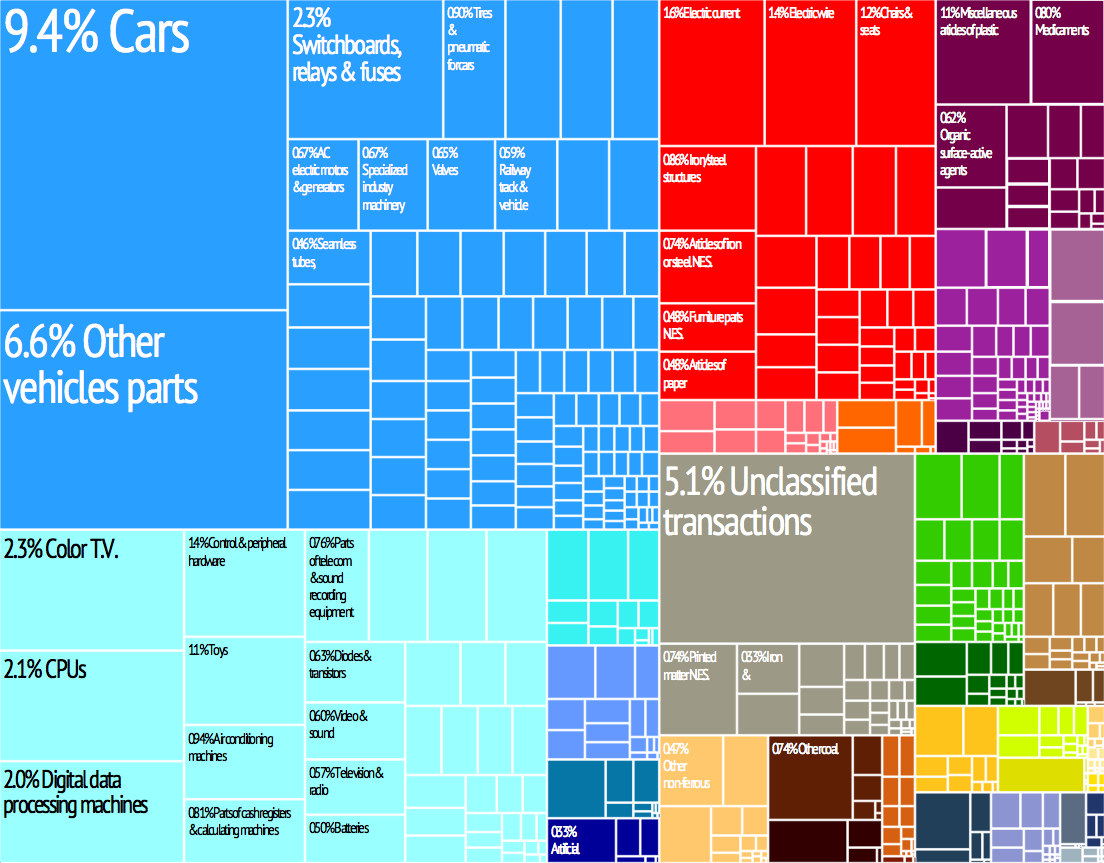
Csehország exportjának arányrajza 28 színkóddal

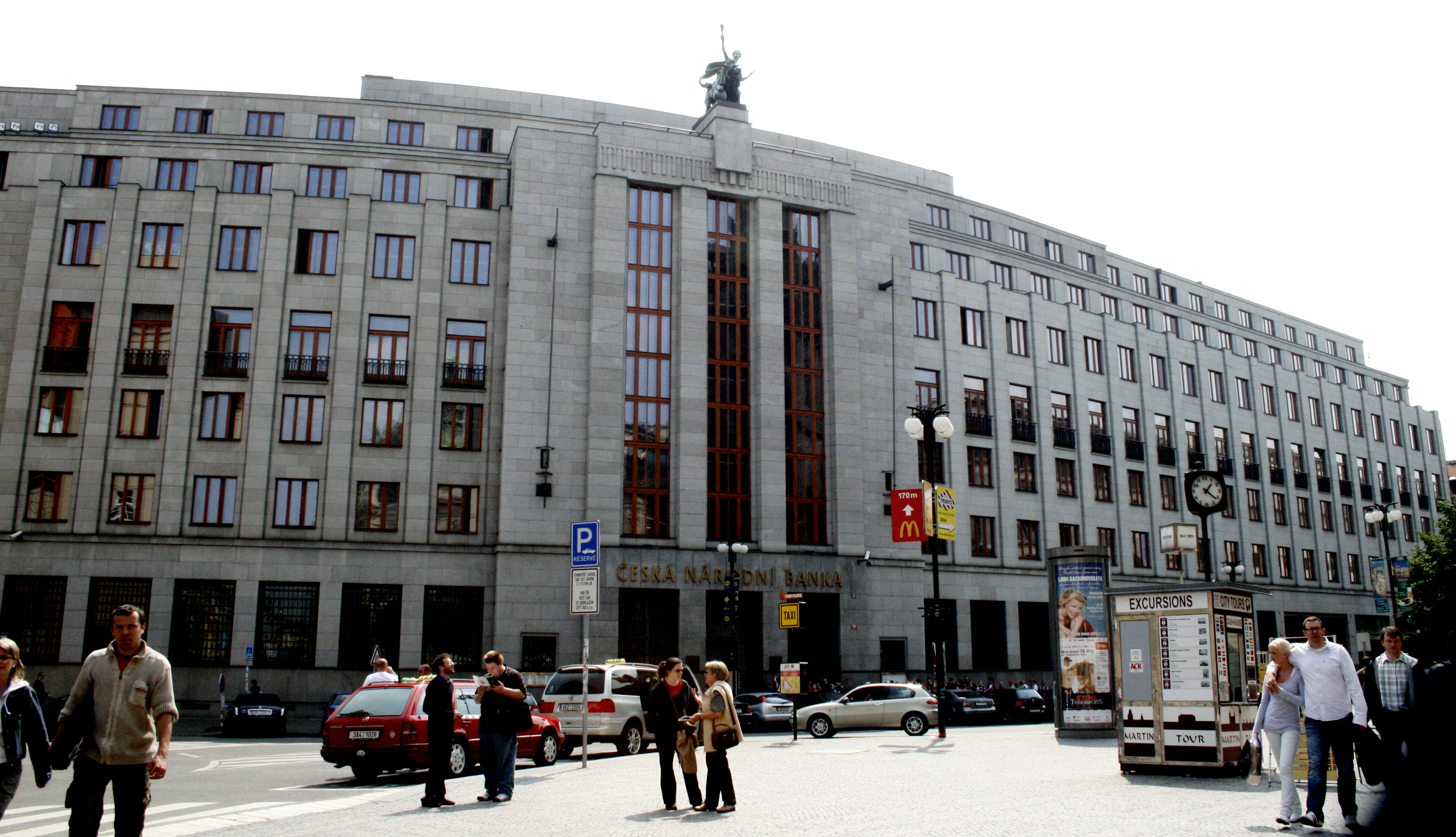
A Cseh Nemzeti Bank prágai székháza

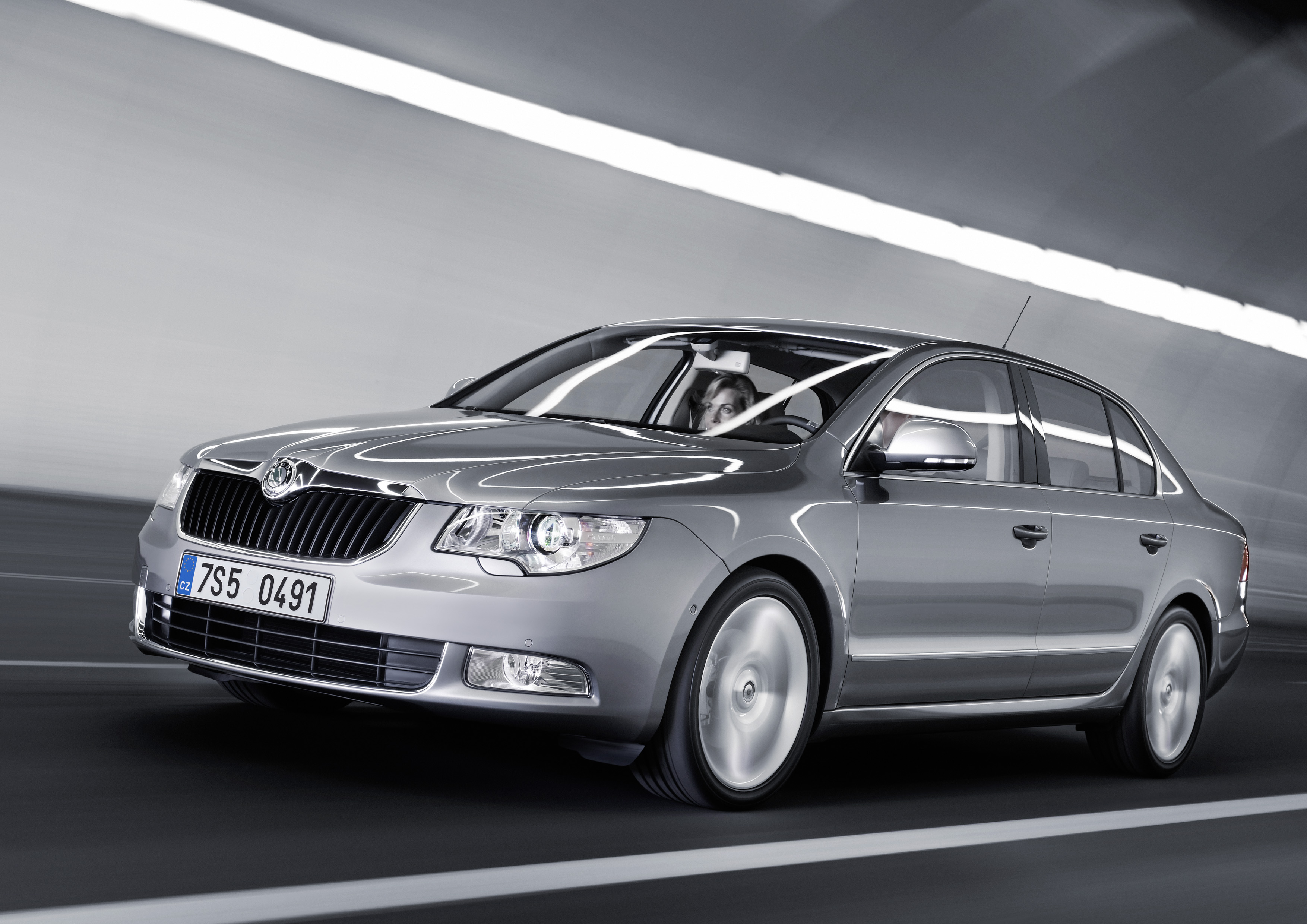
A Škoda Auto Közép-Európa egyik legnagyobb autógyára. A német Volkswagen csoport leányvállalata 2011-ben rekord számú, autót értékesített

Csehország hagyományosan fejlett, magas bevételű gazdaságú ország, ahol az egy főre eső GDP értéke az európai uniós átlag 81%-a. Csehország az egyik legstabilabb és legígéretesebb posztkommunista ország. A 2008-ban kirobbant gazdasági világválság kitörése előtt gazdasága évente 6%-kal bővült. A növekedés két forrása az Európai Unióba, elsősorban Németországba irányuló export és a külföldi befektetések.
A gazdaság nagy része magánkézben van. Ezen szektorok közé tartozik a pénzügyi és a telekommunikációs terület. A hatalmon lévő jobbközép kormány az energetika és a prágai repülőtér privatizálását tervezi. Nemrég egyeztek meg a CEZ Csoport energiatermelő 7%-os tulajdonrészének értékesítésében, és a tervek között van a Budějovický Budvar, národní podnik sörgyár eladása is. A Cseh Gazdasági Szövetséggel közösen 200-nem végzett felmérés arra mutatott rá, hogy a cseh közgazdászok többsége támogatja a további szektorokban végrehajtandó magánosítást.
Az ország a schengeni övezet része, így megszüntette a szomszédos államokkal közös határokon a határellenőrzést. 2007. december 21-től ellenőrzés nélkül lehet belépni Németország, Ausztria, Szlovákia és Lengyelország felől is. Csehország 1995. január 1. óta tagja a Kereskedelmi Világszervezetnek is.
Egy korábbi, szociáldemokrata vezetésű kormány tervei szerint Csehország 2010-ben vezette volna be az eurót, de a későbbi kormány 2007-ben ezeket a terveket felfüggesztette. Később a pénzügyminiszter 2012-t hihetőnek nevezte. Ehhez azonban a közpénzügyeket megreformáló csomagnak életbe kellett volna lépnie. A legfrissebb tervek nem említenek dátumot a bevezetés idejére vonatkozóan.
Az OECD által elvégzett PISA-mérés szerint a cseh oktatási rendszer jelenleg a világon a 15. legjobbnak számít. Ezzel jobb teljesítményt ér el, mint az OECD átlaga.
Legismertebb cseh vállalatok: Škoda Auto (Volkswagen csoport tagja), KOH-I-NOOR (ceruzagyár), Plzeňský Prazdroj (Pilsner Urquell) (sörgyár), Staropramen (sörgyár), Česká zbrojovka a.s. Uherský Brod (sport, vadászati és katonai célú lőfegyvergyár,CZ Partners SE tagja).

### Energetikája

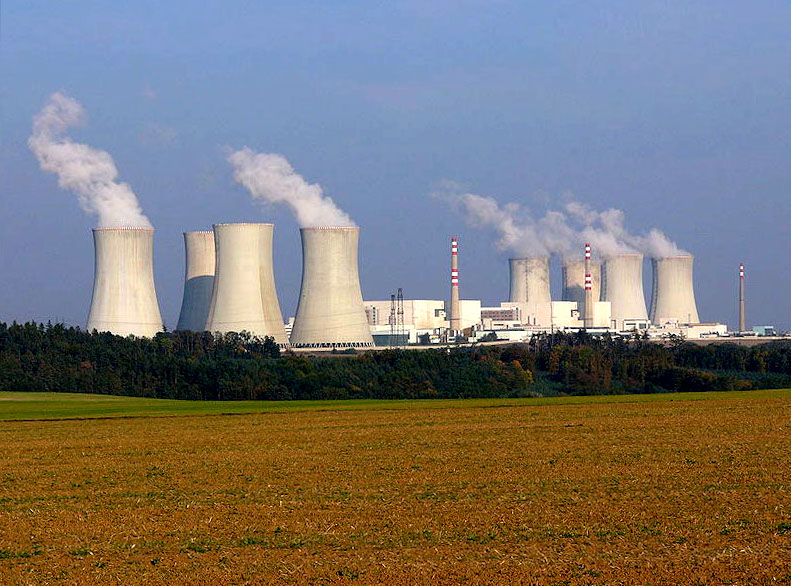
A Dukovany atomerőmű

Csehország energiatermelése 10 TWh-val meghaladja a belső keresletet; a többletet exportálják. A jelenlegi energiaszükséglet 30 %-át atomerőművek biztosítják; ez az rány várhatóan tovább nő. 2005-ben az energia 65,4%-át szénalapú erőművekben állították elő, megújuló források — a vízenergiát is ide értve — mindössze az energiatermelés 4,6%-át tették ki. A ország legnagyobb erőműve a temelini, a másik nagy atomerőmű a Dukovany.
Csehország mindent megtesz annak érdekében, hogy az energiatermelésben alig használja az csekély fűtőértékű barnakőszenet, és ezt hatékonyabb forrásokkal váltsa ki. Földgázigényének 75%-át az orosz Gazpromtól, a fennmaradó részét norvég vállalatoktól szerzi be. A norvég földgáz vezetéke Németországon fut át. Oroszországból a Barátság kőolajvezetéken kap kőolajat. Gázból majdnem kétszer annyi fogy, mint elektromos energiából.
Kisebb olaj- és gázmezők leginkább Dél-Morvaországban vannak.

### Mezőgazdasága

#### A cseh borászat
Csehország borrégiói és borvidékei:
- Dél-morva borrégió
  - Mikulovi borvidék[71]
  - Slovácko borvidék[72]
  - Modré hory borvidék[73] (Velké Pavlovice, Kobylí, Vrbice, Bořetice, Němčičky)
  - Znojmoi borvidék[74]
- Cseh borrégió
  - Litoměřicei borvidék
  - Mělníki borvidék
- Prágai borrégió[75]
  - Gröbe Villa borvidék (Grébovka)
  - Szent Vencel-borvidék (a prágai vár alatt)
  - Salabka borvidék (Troja)

### Külkereskedelme
Csehország 2022-ben a világ 30. legnagyobb exportőre, és 28. legnagyobb importőre volt. 2022-ben Csehország 237 milliárd $ értékben exportált és 224 milliárd $ értékben importált, 13 milliárd $ többlettel. Az ország külkereskedelme Európa központú.
A cseh exporttermékek legjelentősebb területei a gépipar, közlekedésipar és a fémipar. A legjelentősebb kiviteli termékek a gépjárművek, a műsorszóró berendezések, valamint a gépjármű alkatrészek és tartozékok. Csehország legjelentősebb exportországa Németország, ahova a teljes exportállomány több mint az egynegyede (31,8%) érkezik. 2017 és 2022 között, az export termékek közül a műsorszóró berendezések és a gépjárművek kivitele nőtt a legnagyobb mértékben, míg a legnagyobb visszaesést a gépjármű alkatrészek és tartozékok, valamint a televíziók és monitorok szenvedték el. Az exportországok közül 2017 és 2022 között Németország és Szlovákia aránya nőtt a legnagyobbat, míg a legnagyobb visszaesést Oroszország és Argentína szenvedte el.
A cseh importtermékek legjelentősebb területei a gépipar, fémipar és az ásványi termékek. A legjelentősebb behozatali termékek a műsorszóró berendezések, gépjármű alkatrészek és tartozékok, valamint a földgáz. Csehország legjelentősebb importországa Németország, ahonnan a teljes importállomány közel egynegyede (23,5%) érkezik. 2017 és 2022 között, az import termékek közül a műsorszóró berendezések és a földgáz behozatala nőtt a legnagyobb mértékben, míg a legnagyobb visszaesést a belső égésű motorok és a műsorszóró tartozékok szenvedték el. Az importországok közül 2017 és 2022 között Kína és Lengyelország aránya nőtt a legnagyobbat, míg a legnagyobb visszaesést az Egyesült Királyság és Észak-Macedónia szenvedte el.

#### Termékek
Az ország tíz legnagyobb export- és importterméke a következő volt 2022-ben: 
|     | Legnagyobb exporttermékek            | Legnagyobb exporttermékek | Legnagyobb importtermékek          | Legnagyobb importtermékek |
| --- | ------------------------------------ | ------------------------- | ---------------------------------- | ------------------------- |
|     | Termék                               | Arány                     | Termék                             | Arány                     |
| 1.  | Gépjárművek                          | 10,8%                     | Műsorszóró berendezések            | 5,9%                      |
| 2.  | Műsorszóró berendezések              | 6%                        | Gépjármű alkatrészek és tartozékok | 4,5%                      |
| 3.  | Gépjármű alkatrészek és tartozékok   | 5,9%                      | Földgáz                            | 3,9%                      |
| 4.  | Számítógépek                         | 4,6%                      | Irodai gépalkatrészek              | 2,9%                      |
| 5.  | Irodai gépalkatrészek                | 2,3%                      | Gépjárművek                        | 2,3%                      |
| 6.  | Villamosenergia                      | 2,2%                      | Gyógyszerek                        | 2,1%                      |
| 7.  | Szigetelt vezetékek                  | 1,7%                      | Számítógépek                       | 1,9%                      |
| 8.  | Kisfeszültségű villamos berendezések | 1,6%                      | Nyers kőolaj                       | 1,8%                      |
| 9.  | Akkumulátorok                        | 1,2%                      | Finomított kőolaj                  | 1,8%                      |
| 10. | Gyógyszerek                          | 1,1%                      | Szigetelt vezetékek                | 1,7%                      |

#### Országok
A fő országok, amelyekbe Csehország exportált és amelyekből importált termékeket 2022-ben: 
|     | Legnagyobb exportországok | Legnagyobb exportországok                                                       | Legnagyobb exportországok | Legnagyobb importországok | Legnagyobb importországok                                                  | Legnagyobb importországok |
| --- | ------------------------- | ------------------------------------------------------------------------------- | ------------------------- | ------------------------- | -------------------------------------------------------------------------- | ------------------------- |
|     | Ország                    | Termék                                                                          | Arány                     | Ország                    | Termék                                                                     | Arány                     |
| 1.  | Németország               | Műsorszóró berendezések, gépjárművek, gépjármű alkatrészek és tartozékok...stb. | 31,8%                     | Németország               | Gépjármű alkatrészek és tartozékok, finomított kőolaj, gépjárművek...stb.  | 23,5%                     |
| 2.  | Szlovákia                 | Villamosenergia, gépjármű alkatrészek és tartozékok, gépjárművek...stb.         | 8,3%                      | Kína                      | Műsorszóró berendezések, irodai gépalkatrészek, számítógépek...stb.        | 13,2%                     |
| 3.  | Lengyelország             | Gépjárművek, műsorszóró berendezések, gépjármű alkatrészek és tartozékok...stb. | 6,8%                      | Lengyelország             | Gépjármű alkatrészek és tartozékok, villamosenergia, szén brikettek...stb. | 10%                       |
| 4.  | Franciaország             | Gépjárművek, gépjármű alkatrészek és tartozékok, számítógépek...stb.            | 4,6%                      | Szlovákia                 | Finomított kőolaj, gépjármű alkatrészek és tartozékok, autómotorok...stb.  | 5,6%                      |
| 5.  | Ausztria                  | Gépjárművek, villamosenergia, műsorszóró berendezések...stb.                    | 4,6%                      | Oroszország               | Földgáz, nyers kőolaj, félkész vasak...stb.                                | 4,5%                      |
| 6.  | Olaszország               | Gépjárművek, gépjármű alkatrészek és tartozékok, dohány...stb.                  | 4%                        | Olaszország               | Gépjármű alkatrészek és tartozékok, kisebb vascsövek, dohány...stb.        | 4%                        |
| 7.  | Egyesült Királyság        | Gépjárművek, számítógépek, irodai gépalkatrészek...stb.                         | 3,7%                      | Hollandia                 | Műsorszóró berendezések, irodai gépalkatrészek, integrált áramkörök...stb. | 3,8%                      |
| 8.  | Hollandia                 | Műsorszóró berendezések, számítógépek, irodai gépalkatrészek...stb.             | 3,6%                      | Ausztria                  | Gépjárművek, hengerelt acéllemezek, gyógyszerek...stb.                     | 3,1%                      |
| 9.  | Magyarország              | Műsorszóró berendezések, gépjármű alkatrészek és tartozékok, gépjárművek...stb. | 3,3%                      | Franciaország             | Gyógyszerek, gépjárművek, gépjármű alkatrészek és tartozékok...stb.        | 2,8%                      |
| 10. | USA                       | Gumiabroncsok, műsorszóró berendezések, irodai gépalkatrészek...stb.            | 2,7%                      | Magyarország              | Akkumulátorok, gépjármű alkatrészek és tartozékok, gyógyszerek...stb.      | 2,6%                      |

## Kommunikáció
Csehországban az internet sávszélessége az első tíz között van.
Az Európai Unióban 2010-ben itt volt a legtöbb Wi-Fi felhasználó. 2008. Elején több mint 800, jellemzően helyi WISP működött. Mindhárom mobiltelefonos szolgáltató, a T-Mobile, Vodafone, Telefónica O2 és az U:fon internetszolgáltató is biztosít GPRS, EDGE, UMTS és CDMA2000 internetelérést is. Az állami tulajdonú Český Telecom lassította a széles sávú internet elterjedését. 2004 elejétől más szereplők is beléphettek a piacra, így felgyorsult az ADSL és SDSL elterjedése. Ez, valamint a Český Telecom privatizációja is hozzájárult a csökkenő ártrendhez.
2006. július 1-jén a Český Telecomot megvásárolta a Spanyolország többségi tulajdonában álló nemzetközi telekommunikációs társaság, a Telefónica csoport. A társaság neve ekkor változott Telefónica O2 Czech Republicra. 2012. áprilisban mind a VDSL, mind az ADSL2+ többféle csomagban is elérhető. A legmagasabb elérhető sebesség 25 Mbit/s volt. A 2 Mbit/s és 120 Mbit/s letöltési sávszélességével egyre inkább teret hódít a kábeltelevíziós hálózaton keresztül továbbított internetszolgáltatás.

## Turizmusa

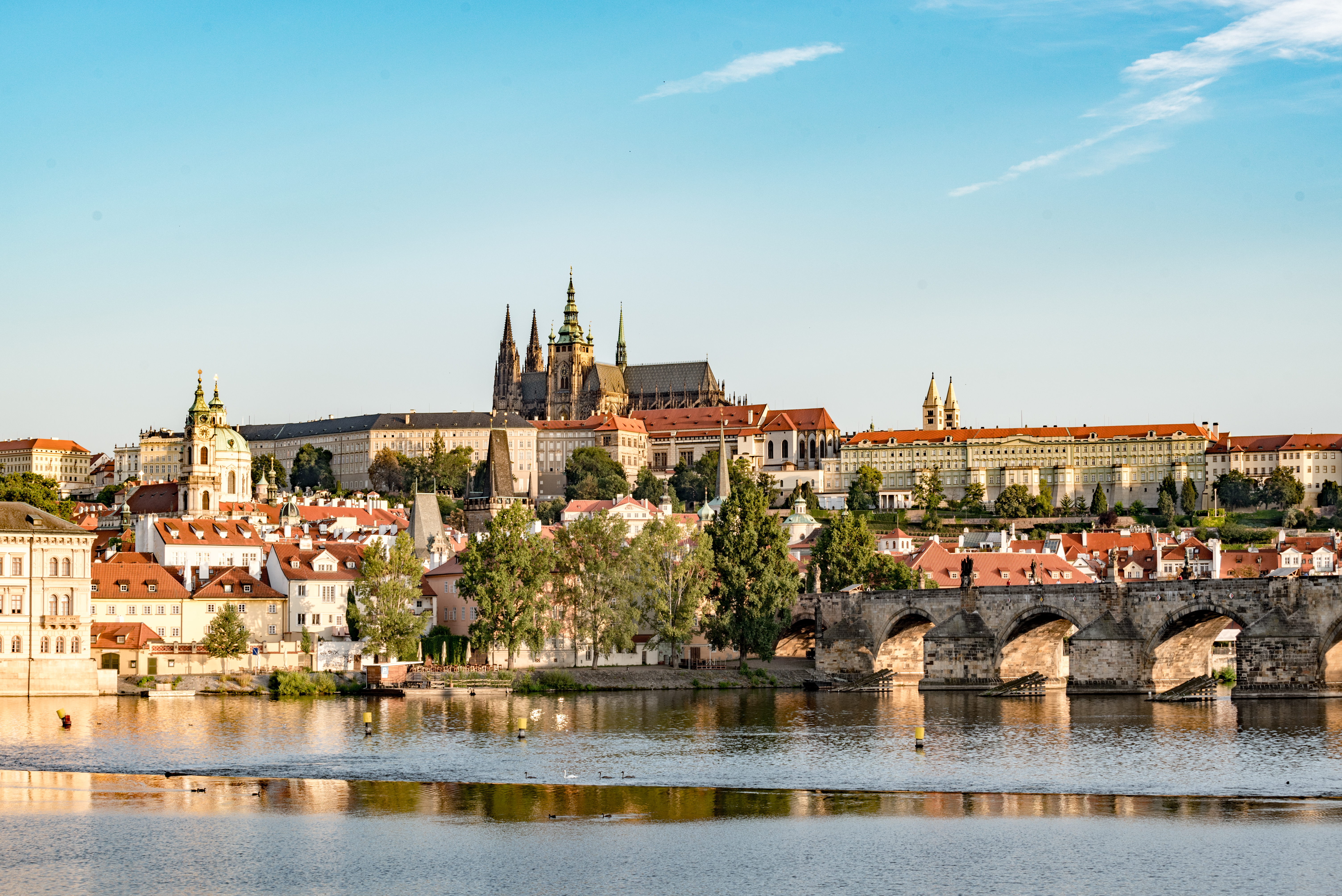
A vasfüggöny 1989-es leomlása után Prága Európa egyik turisztikailag legvonzóbb városává vált

A cseh gazdaság bevételeinek jelentős része az idegenforgalomból származik. 2011-ben Prágába utazott a hatodik legtöbb turista. 2001-ben az iparág 5,5%-kal, 118,13 milliárd CZK-val járult hozzá az ország GNP-jéhez. Több mint 110 000 ember, a lakosság több mint 1%-a dolgozik ebben a szektorban. 2008-ban azonban, talán a hazai fizetőeszköz, a korona magas értéke miatt és az ezzel együtt növekvő árak, valamint az ezért elérhető szolgáltatások minősége miatt csökkent Prága látogatottsága.
Emellett az útikönyvek egyre többet foglalkoztak azzal, hogy a taxik túlárazottak, és magas a zseblopások száma. Pavel Bém – aki 2005 óta Prága polgármestere – azon dolgozott, hogy az ilyen kis súlyú bűncselekmények számának csökkentésével javítsa Prága megítélését. Azt akarta, hogy mindenki arra figyeljen, a lopásokat leszámítva Prága igenis, biztonságos város. Csehországban általánosságban véve is alacsony a bűncselekmények száma.
Az országnak több népszerű régiója is van. Ezek közé tartoznak a híres gyógyfürdők városai Karlovy Vary, Mariánské Lázně és Františkovy Lázně. A másik fő látványosság, ami idevonzza a turistákat, a számtalan itt épített vár és kastély. Ilyenek Karlštejn vára, Český Krumlov vagy a Lednice–valticei kultúrtáj. A pápa 15 itteni templomot minősített bazilikának. A városokon kívül olyan helyszínekkel lehet találkozni, minr a Český ráj, a Šumava vagy az Óriás-hegység.
Az ország híres a játékbabáiról és a marionettjeiről. Területén sok bábszínház működik.
Az Aquapalace Praha a Prága közelében fekvő Čestlicében Közép-Európa legnagyobb víziparkja.
Sok sörfesztivált rendeznek itt, ezek közé tartozik a Prágában májusonként 17 napon át zajló Cseh Sörfesztivál, a cseh sörök legnagyobb ünnepe, az augusztusi Pilsner Fest Plzeňben, az "Olomoucký pivní festival" (Olomoucban), valamint a "Slavnosti piva v Českých Budějovicích" fesztivál České Budějovicében).

## Közlekedése

### Légi
A prágai Václav Havel repülőtér az ország fő légiközlekedési csomópontja. 2010-ben 11 millió utasával Oroszországot nem számolva ez volt Közép-Kelet Európa legforgalmasabb repülőtere.[forrás?]

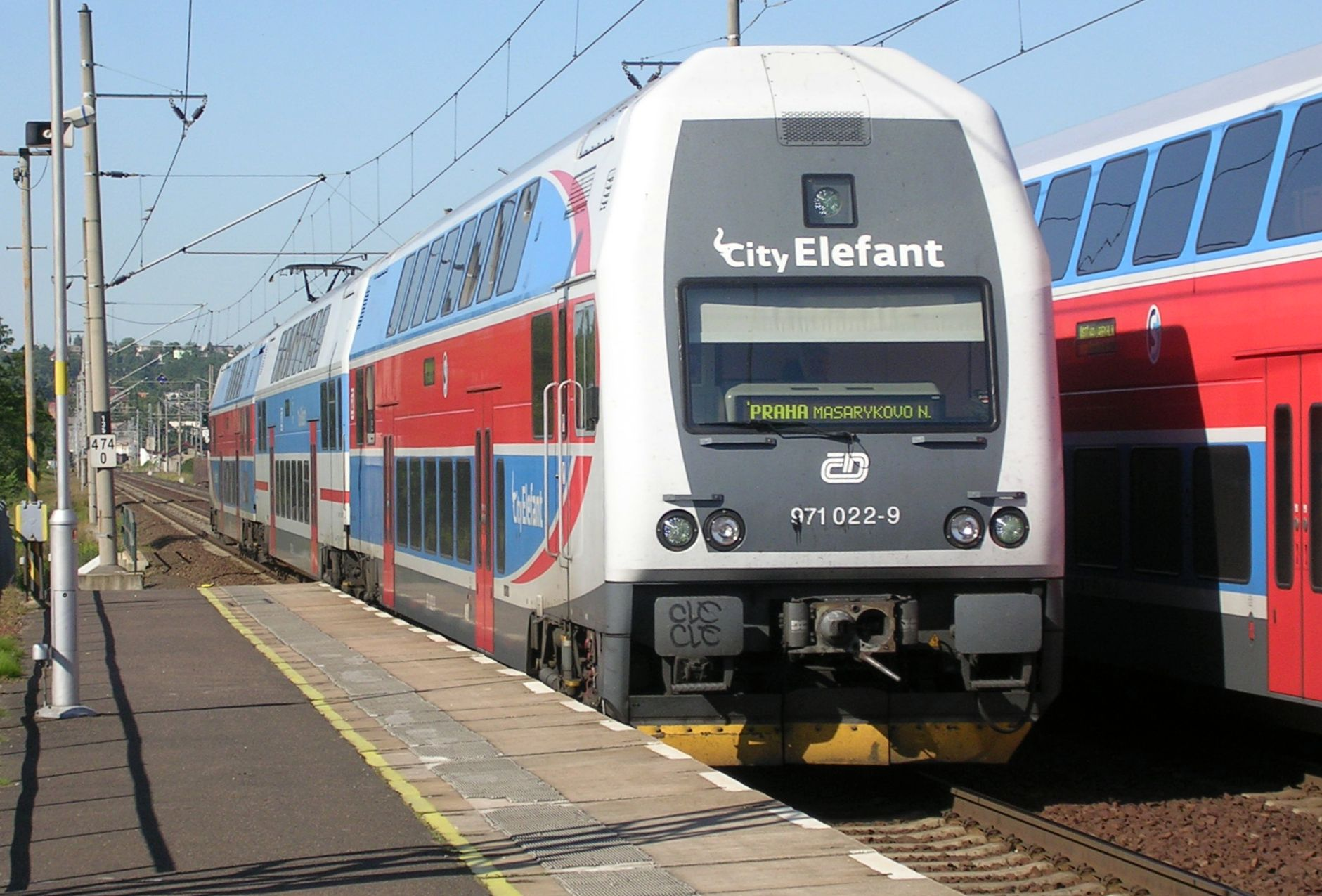
A nagyobb városok mellett futó CityElefant nevű emeletes vonat, melyet a Škoda Works gyárt

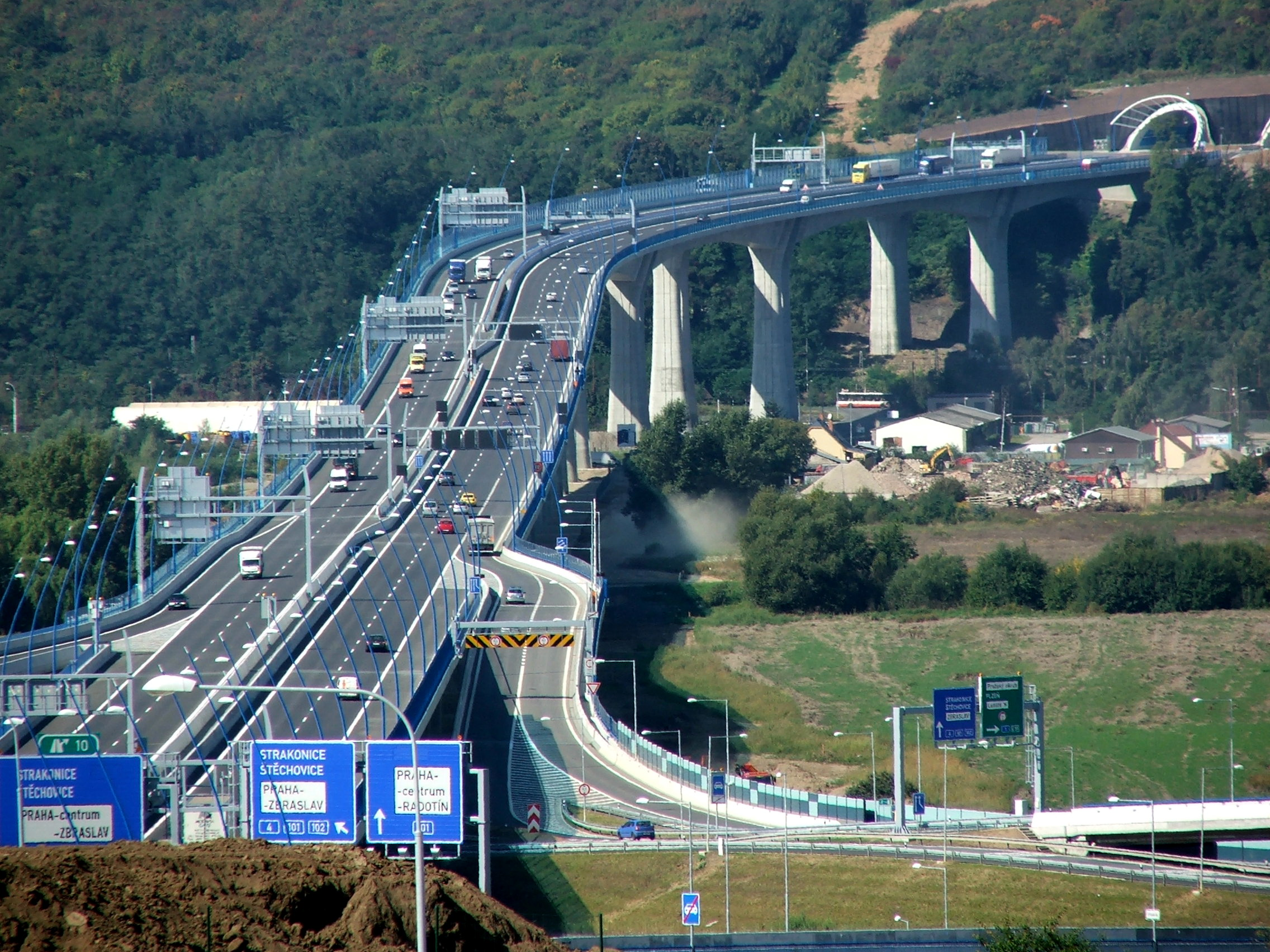
A Prágát elkerülő D0-s autópálya

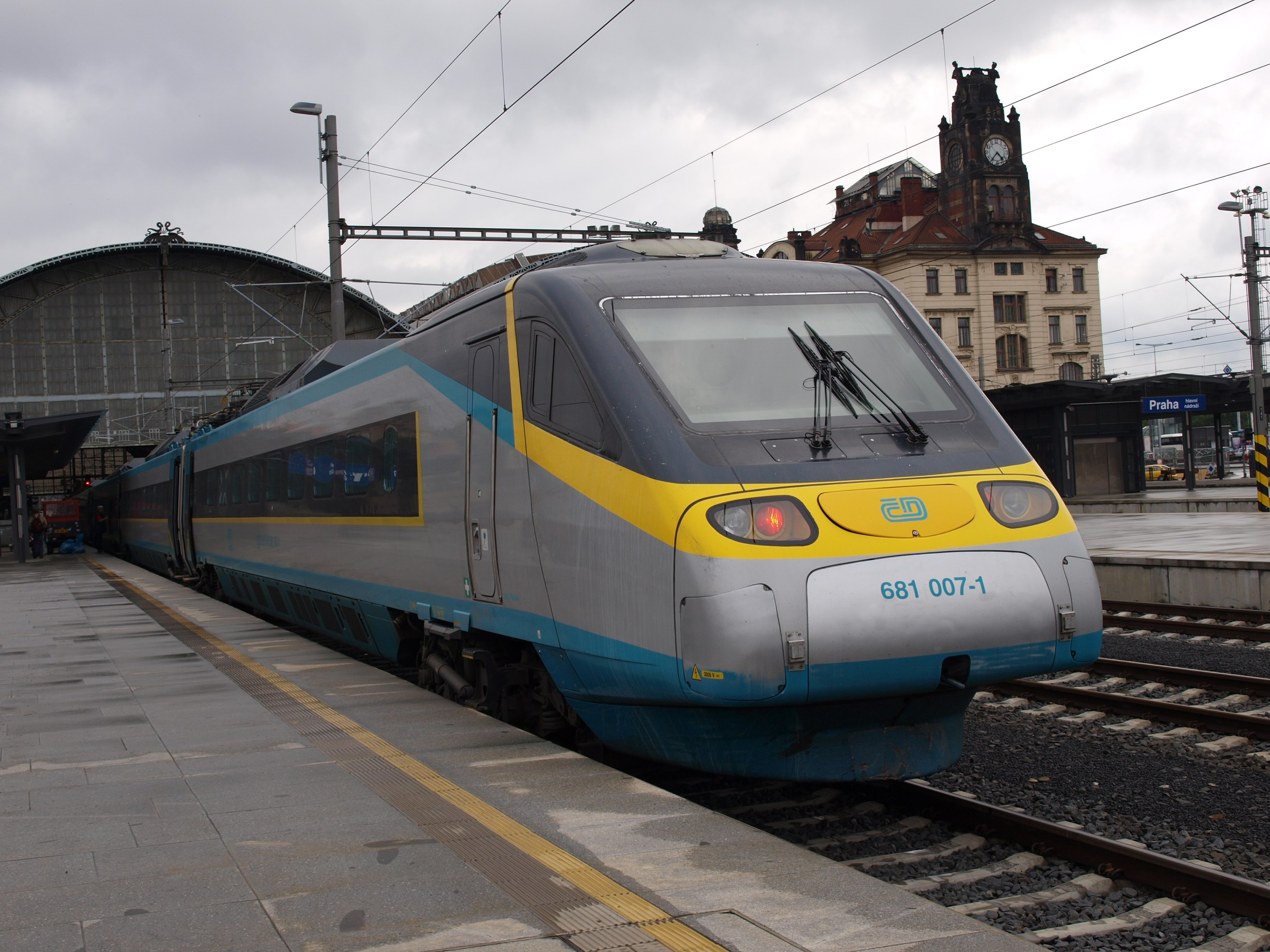
Pendolino a prágai főpályaudvaron

Az országban összesen 46 aszfaltozott kifutóval rendelkező repülőtér van, melyek közül 6 bonyolít nemzetközi forgalmat: ezek Brno, Karlovy Vary, az Ostrava melletti Mošnov, Pardubice, Prága és az Uherské Hradiště melletti Kunovice.

### Vasútúti hálózata
A České dráhy (Cseh Államvasutak) az ország legnagyobb vasúti közlekedési vállalata, éves utasforgalma 180 millió fő körül van. A teherfuvarozással foglalkozó ČD Cargo az ötödik legnagyobb ilyen vállalat az EU területén. 9505 km-es hálózatával a cseh vasút az egyik legsűrűbb európai vasúti hálózat. Ebből 2926 km villamosított, 7617 km egyvágányú és 1866 km két- vagy többvágányú vonal. 2006-ban vezették be a billenőszekrényes olasz Pendolino ČD 680 sorozatú vonatokat, amik a cseh rekordnak számító 237 km/h sebességet is elérték az országban, ám menetrend szerint ettől lassabban haladnak. A vasúti hálózat jelentős részét infrastruktúra-üzemeltetőként 2008 óta Správa železniční dopravní cesty (SŽDC) nevű szervezet végzi. A ČD mellett jelen van magánvasúti szolgáltatóként piaci alapon közlekedő (tehát nem közszolgáltatásként, állami támogatással működő) vonataival a Leoš Novotný nevéhez köthető LEO Express és a Radím Jančura érdekeltségében tartozó, a Student Agency nevű busztársaság vasúti ágazataként létrehozott RegioJet is. Ezen kívül jelentős szereplőnek számít a KŽC Doprava, amely az ország több pontján üzemeltet különféle, elsősorban nosztalgia jellegű vonatokat, illetve a főleg a Šumava régióban jelenlévő GW Train Regio, mely jobbára közszolgáltatási keretek között végzi tevékenységét. Az országba több német magánvasút is bejár vonataival, így megjelennek a cseh síneken a Vogtlandbahn és a Trilex járatai is.

### Közúthálózata
A vasúti közlekedés komoly versenytársa a piaci alapú távolsági buszközlekedés. A járatokat számos, nemzetközileg is ismert operátor (pl. FlixBus, Student Agency/RegioJet) mellett sok belföldi szolgáltató (pl. ČSAD Liberec) is üzemelteti. A buszközlekedés fő csomópontja Brnoban az ÚAN buszpályaudvar, míg Prágában a Florenc metróállomásnál lévő nemzetközi és belföldi buszpályaudvar. Számos belföldi távolsági járat azonban csak a városszéli metróállomásokig közlekedik Prágában, jelentős buszpályaudvar épült ki így többek között a B metró Černý Most végállomásánál vagy a C metró Letnaňy állomásánál.
A közúthálózat hossza az országban 55 653 km, ebből 1177,5 km autópálya. A megengedett legnagyobb sebesség lakott területen 50 km/h, külterületen 90 km/h, autópályán pedig 130 km/h.

## Telekommunikáció
| Hívójel prefix | OK-OL |
| ITU zóna       | 28    |
| CQ zóna        | 15    |

## Kultúrája

### Tudományos élete

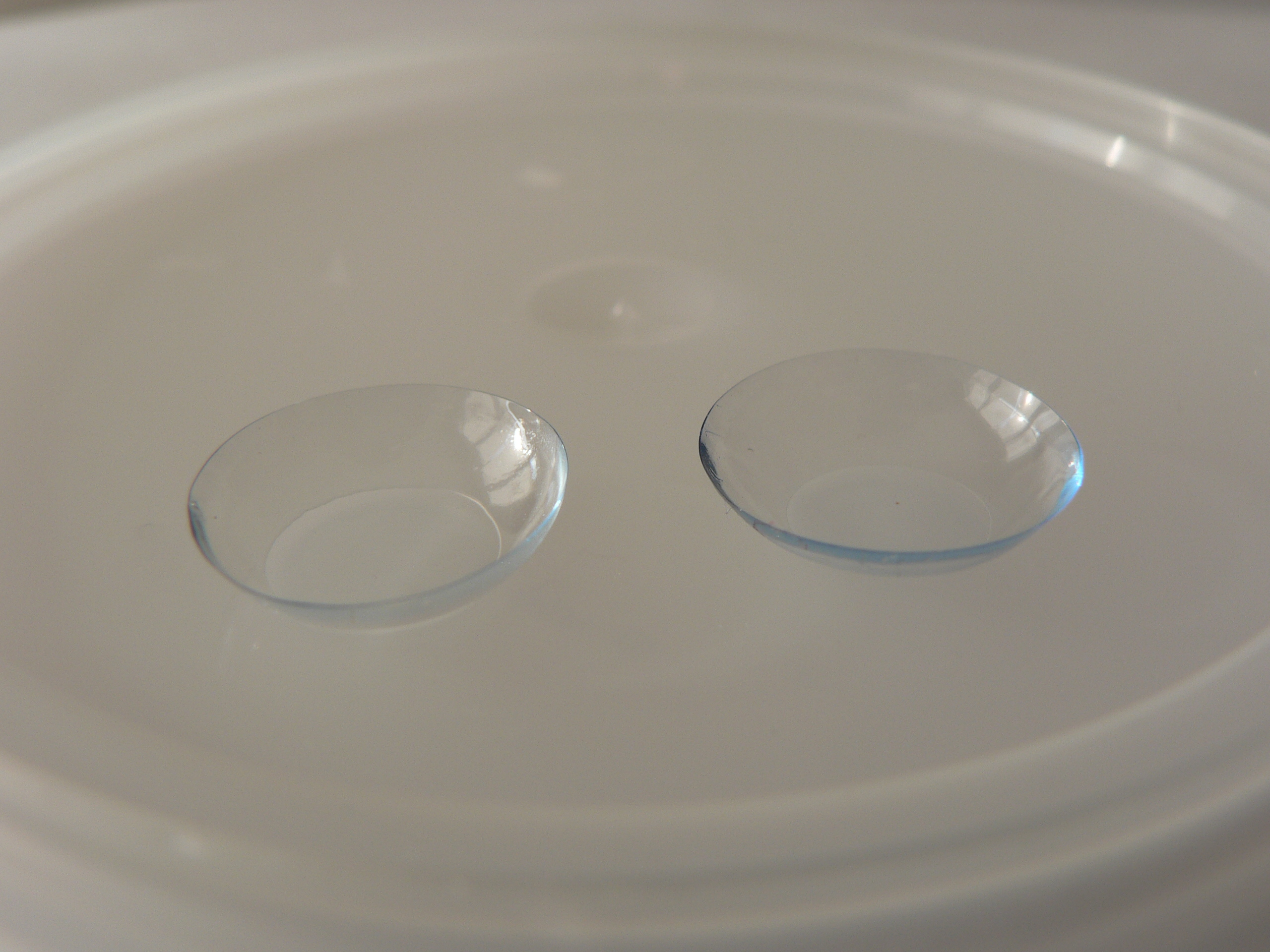
A modern kontaktlencse Otto Wichterle és Drahoslav Lím találmánya

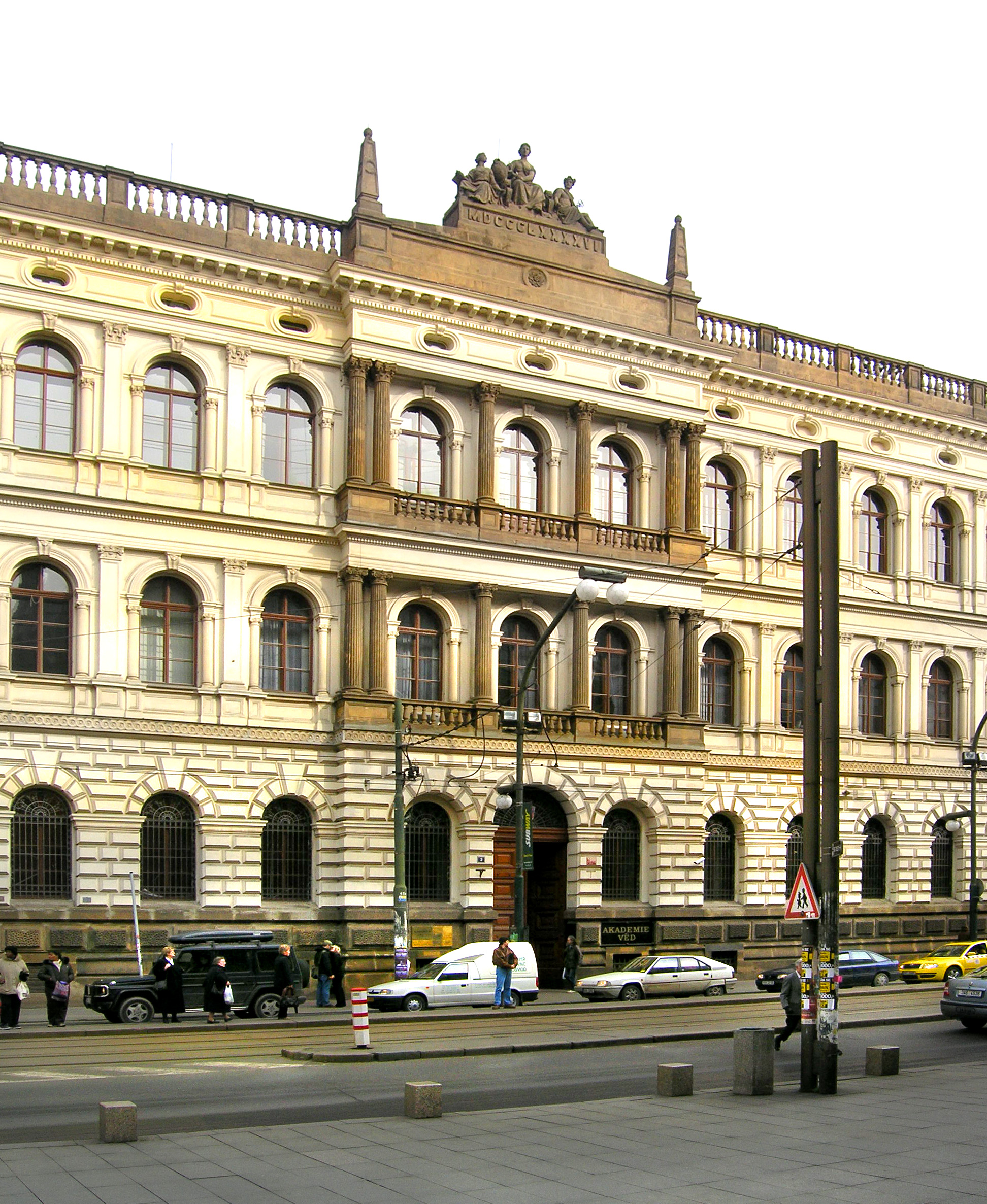
A Cseh Tudományakadémia épülete Prágában

Csehországban a tudományos élet nagy hagyományokkal és rengeteg pozitív örökséggel rendelkezik. Az egyetemek, a Tudományos Akadémia és a specializálódott kutatóközpontok összefogásával számos területen értek el eredményeket. Itt találták fel a modern kontaktlencsét, a vércsoport megállapításának módját, és ide kapcsolható a Semtex plasztikbomba megalkotása is. Többek között a következő tudósok éltek és alkottak a mai Csehország területén:
- Jan Amos Komenský (1592–1670), tanár, tanító, a modern pedagógia megalapítója.[91]
- Václav Prokop Diviš (1698–1765), az első földelt villámhárító feltalálója.
- Bernard Bolzano (1781–1848), híres matematikus, filozófus, pacifista.
- Jan Evangelista Purkyně (1787–1869), anatómus és orvos, a Purkinje-sejtek, a Purkinje-rostok és az izzadásért felelős mirigyek felfedezője, valamint a Purkinje-képek és a Purkinje-hatás első feljegyzője.
- Josef Ressel (1793–1857), a hajócsavar és a modern iránytű feltalálója.[91]

#### Kulturális világörökségei
Az UNESCO világörökség listáján a következő csehországi helyszínek szerepelnek:
- Prágai óváros
- Český Krumlov történelmi központja
- Telč történelmi központja
- Nepomuki Szent János-zarándoktemplom a Zelena Horán.
- Kutná Hora történelmi központja
- Lednice–valticei kultúrtáj
- Holašovice falu
- Kroměříž kastély
- Litomyšl kastély
- Olomouci Szentháromság-oszlop
- Tugendhat-villa Brnóban
- Třebič zsidó negyede és a Szent Prokópiusz-bazilika

### Videójátékok
Egyes szakértők szerint az ország legnagyobb kulturális exporttermékei a videójátékok. Olyan világszerte elismert videójáték-fejlesztők vannak az országban, mint a Bohemia Interactive, az Amanita Design vagy a Madfinger Games. Itt készültek többek között a következő játékok is: Operation Flashpoint: Cold War Crisis, Mafia: The City of Lost Heaven, Vietcong, Machinarium, Shadowgun, DayZ, Euro Truck Simulator 2, és a Kingdom Come:Deliverance .

### Művészetek
- Irodalom

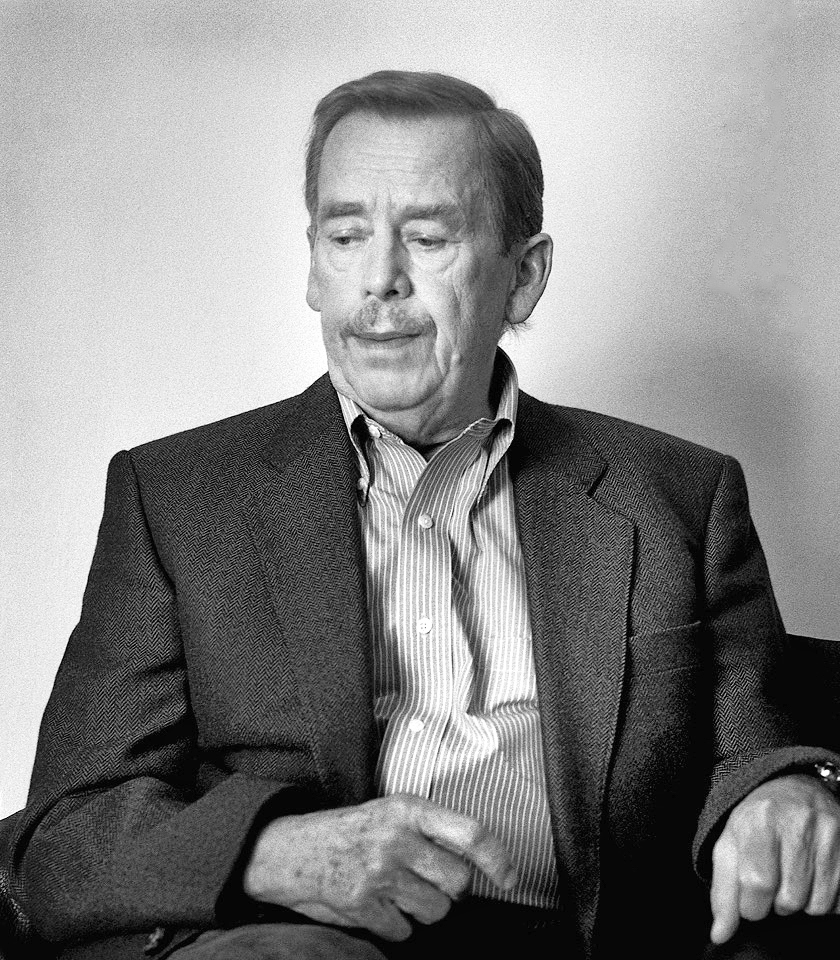
Václav Havel cseh író, politikus

A cseh irodalom a csehek által cseh nyelven írt irodalmi alkotások összessége, bár vannak olyan művek is, melyeket leginkább a régmúltban ószlávul, latinul vagy németül írtak. A Cseh földön írt nem cseh származású írók munkáját, mint például Franz Kafka írásait általában nem sorolják a cseh irodalmi alkotások közé, attól függetlenül, hogy az író csehnek vallotta-e magát, vagy sem.
A cseh irodalomnak több történelmi szakasza volt. Ilyen a középkor, a husziták korszaka, az újra katolicizálódás korszaka, a barokk, a XIX. században a felvilágosodás és a nemzeti megújhodás, az avantgard, a kommunizmus és a Prágai Tavasz korszaka, és a kommunizmus utáni korszak irodalma. A cseh kultúrának és ezen belül az irodalomnak legalább kétszer volt jelentős szerepe. Mindkétszer elnyomás alatt éltek, és nem volt lehetőség a vélemények szabad kifejtésére. Ezek az időszakok a XIX. századra, illetve az 1960-as évekre tehetők.
A történelem során a legtöbb nyelvre a Švejk, egy derék katona kalandjai a világháborúban című háborúellenes komikus regényt fordították le csehről. Ezt Karel Steklý két színes filmben is megfilmesítette, melyeket 1956-ban, illetve 1957-ben forgattak.
- Filmművészet

A prágai Barrandov Studios az ország és Európa egyik legnagyobb filmstúdiója. Csehországban több olyan helyszín is van, ahol a stúdió szívesen forgat. Prágában a régi Párizs, Berlin és Bács hangulatát keresik a forgatások szereplői. Karlovy Vary látható a Casino Royale (2006) című James Bond filmben is. A leghíresebb cseh filmrendezők Miloš Forman és Jiří Menzel.
- Zene

Csehországban a zene gyökerei több mint 1000 évre, az akkori egyházi zenéig nyúlik vissza. Az első fennmaradt darab a 10. század végén keletkezett, melynek címe Urunk írgalmazz nekünk (Hospodine pomiluj ny). Hosszú múltra tekint vissza a történelmi Csehország, Morávia, valamint Szilézia komolyzenei és népzenei történelme is. A cseh zeneszerzőket és zenészeket már a műzene megjelenéséől nagyon megihlette a népzene. Adam Michna, Jan Dismas Zelenka, Josef Mysliveček, Bedřich Smetana, Leoš Janáček, Antonín Dvořák, Josef Suk, Bohuslav Martinů, Erwin Schulhoff és Petr Eben mind a híresebb cseh zeneszerzők közé tartoznak. A legjelentősebb zenei fesztivál az 1946 óta minden évben megrendezett Prágai Tavasz.
További híres cseh művészek:
- Max Švabinský (1873 – 1962) – festő, illusztrátor absztrakt művészet
- Emil Filla (1882 – 1953) – festő, kubista
- Josef Čapek (1887 – 1945) – festő, kubista
- Bohumil Kubišta (1884 – 1918) – festő, kubista
- Václav Špála (1885 – 1945) – festő, kubista
- František Kupka (1871 – 1954) – festő, absztrakt művészet
- Karel Teige (1900 – 1951) – festő, illusztrátor, szürrealista
- Toyen (1902 – 1980) – painter, illusztrátor, szürrealista
- Jan Zrzavý (1890 – 1977) festő, grafikus, illusztrátor
- Jiří Anderle (1936) – grafikus

### Gasztronómia

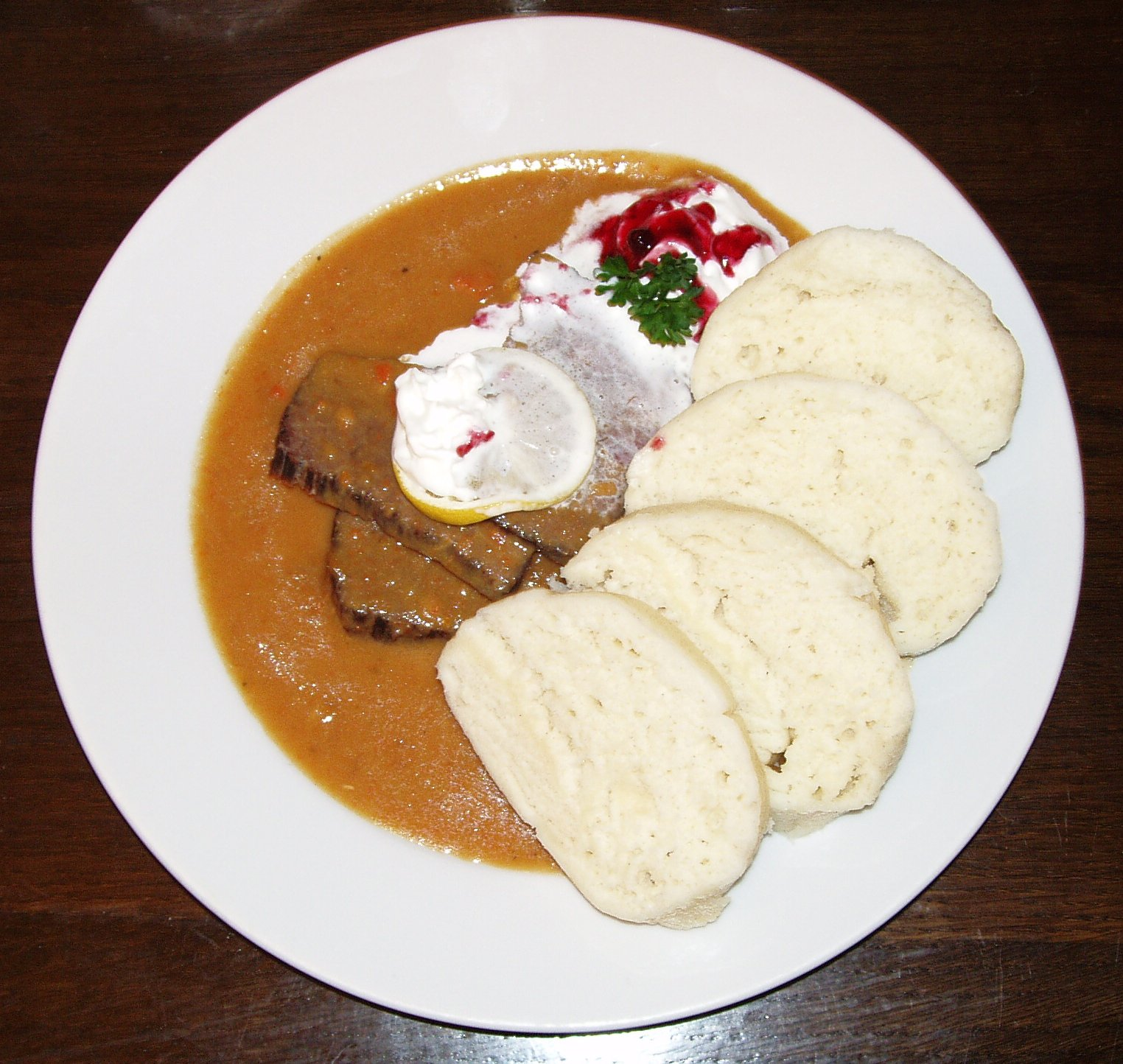
A Svíčková jellegzetes cseh étel, mely marinált marhahúsból és knédliből áll

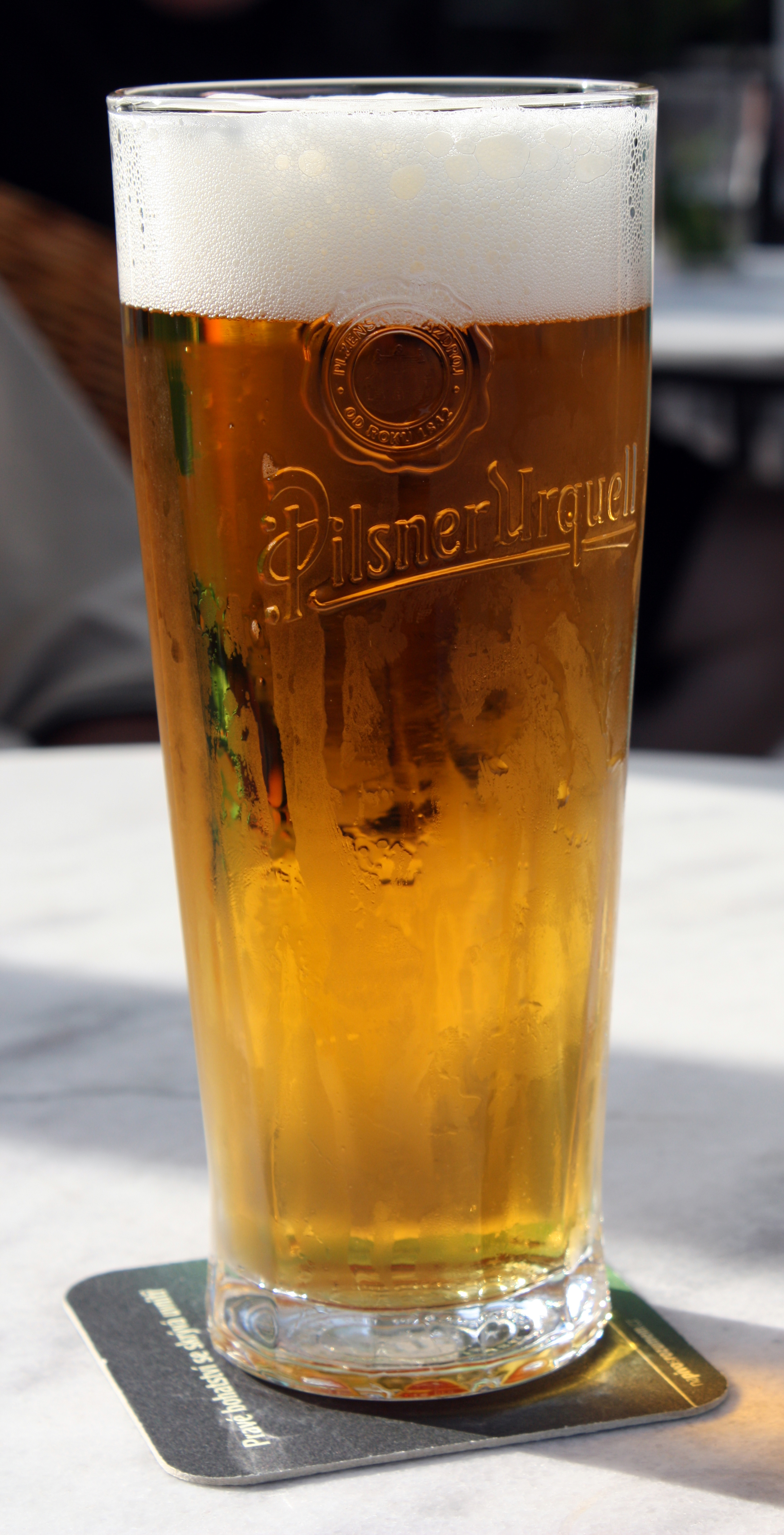
A Pilsner Urquell volt a világ első „pilsner” típusú söre

A cseh konyha nagy hangsúlyt fektet a húsételekre. Legkedveltebb húsok: a sertéshús (vepr), a marhahús (hovezí maso), a borjú (telecí maso), a csirke (kure), a liba (hus) és a kacsa (kachna). Hal ritkán kerül az asztalra, leginkább karácsonykor. A leggyakrabban pisztrángot (pstruh) és a pontyot (kapr) szolgálnak fel. A tipikus cseh étel a knédli sült hússal és savanyú káposztával.
Az almás rétes közkedvelt.
Csehország alapvetően a sörfőzésről híres, de a turizmus az ország déli, bortermelő részén is élénkül. A középkor óta termesztenek itt szőlőt, és az ország borfogyasztásának 94 %-át  Morvaország déli részén termelik meg. A szilvapárlat (slivovice), a sör és a bor mellett nemzetközileg ismert két cseh likőrmárka isː a Fernet Stock és a Becherovka. A Kofola egy alkoholmentes, kóla ízű üdítőital, mely az országban legalább olyan népszerű, mint a Coca-Cola vagy a Pepsi.

#### A cseh sörfőzés
A cseh sörfőzésről első, közvetett (a žateci komló termesztéséről szóló) írásos adataink a 9. századból maradtak ránk. Működő sörfőzdéről először egy 1118-ban kelt iratban olvashatunk.
A középkorban a sörfőzés királyi monopólium lett. II. Vencel az 1200-as években adta meg a sörfőzés jogát Prága, Pilsen és České Budějovice városoknak, amelyek máig a cseh sörfőzés híres központjai. A budéjovicei sör az 1500-as években nyerte el a „királyi udvari sör” kitüntető címet.
A sörfőzést a prágai ipariskolában 1818-ban kezdték önálló szakmaként tanítani. A cseh sörök a 19. században alapozták meg világhírüket — a Pilseni Polgári Sörfőzdét 1824-ben alapították. A század végén a legnagyobb dán sörgyárat is cseh mesterek (a Jelcman fivérek) üzemelték be. A századfordulón az országban mintegy 700 kisebb nagyobb sörfőzde működött — ebből Prágában kb. 40. Ezek közül 1940-re már csak 341 maradt. Azok közül is sok elpusztult vagy egyéb okokból bezárt a világháborúban, továbbiak pedig az erőltetett iparosítás áldozatául estek.
A „szocialista” Csehszlovákiában két vidéki sörgyárat alapítottak:
- a morvaországi Nošovicében — ennek fő terméke a Radegast és
- a Prágától 55 km-rel nyugatra épült Krušovicében — ennek fő terméke a városról elnevezett Krušovice.[95]

Jelenleg Csehországban a legnagyobb az egy főre számított sörfogyasztás. Nemcsak az ország északnyugati részén fekvő Plzeňről elnevezett pilsner típusú sör híres, hanem a délebben fekvő České Budějovicében gyártott Budweiser Budvar is. A nagyobb márkák mellett van egy sor olyan közepes és kis üzem is, amelyekben hosszú hagyományokra visszatekintő söröket próbálnak fenntartani.

## Sport

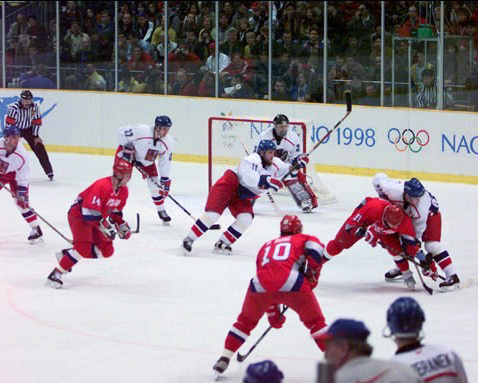
Csehország csapata az 1998-as téli olimpián 1:0 arányban legyőzi Oroszország csapatát, ezzel megszerezve a jégkorong aranyérmét

Sok cseh ember életének fontos része a sport. Leginkább a helyi kedvenc csapatoknak vagy egyéni versenyzőknek szurkolnak. Az országban a három legnépszerűbb sportág a jégkorong, a labdarúgás és a sportlövészet. A legnagyobb érdeklődést ezek közül mind a média, mind a támogatók körében az első kettő élvezi. Nagyon népszerű sportágnak számít ezeken kívül a tenisz is. Egyéb gyakran űzött sportágak a kosárlabda, a röplabda, a kézilabda, az atlétika, és a floorball. A cseh férfi jégkorong-válogatott nyerte meg az 1998-as téli olimpia jégkorong versenyszámát, és hatszor nyerték meg a jégkorong-világbajnokságot, ezek közül 1999. és 2001. között hármat megszakítás nélkül hódítottak el. Az ország a nyári olimpiákon 14, a téli olimpiákon öt aranyérmet szerzett.
A sport a patriotizmus egyik legjellemzőbb forrása, ami már napokkal, hetekkel a versenyszámok megrendezése előtt érezhető. A cseh szurkolók körében a legtöbbre tartott sportesemények a jégkorong-világbajnokságok, az olimpiai jégkorongversenyek, a labdarúgó-Európa-bajnokságok, az UEFA-bajnokok ligája versenyei, valamint ezen versenyek selejtezői. Általánosságnak nagy nézettségűnek számít a jégkorong- vagy labdarúgó-válogatott valamennyi mérkőzése, leginkább akkor, ha egy régi riválissal játszanak.
Csehország olyan versenyzőkkel szerepel a teniszmérkőzéseken, mint a 8-szoros Grand Slam győztes Ivan Lendl, a 2010-es wimbledoni teniszbajnokság – férfi egyes döntőse, Tomáš Berdych, a 2011-es wimbledoni teniszbajnokság – női egyes bajnoka, Petra Kvitová, Wimbledon 1998-as győztese, Jana Novotná, a 2011-ben ugyanott párosban győzedelmeskedő Květa Peschke és a 18-szoros Grand Slam győztes Martina Navratilova.
Az egyik kedvelt sportág a csehek körében az egyedül és csapatban is kikapcsolódást nyújtó túrázás, amihez kitűnő terepet biztosítanak a cseh hegységek. A turista szó cseh jelentései között megtaláljuk a túrázót is. Ez könnyű szívvel ajánlható a kezdőknek is, mert a több mint 100 éves múltnak köszönhetően jól kitáblázott útvonalak vannak, melyek jelzésrendszere Európa egyik legjobbja. Összességében 40 000 kilométernyi, hosszabb, rövidebb szakaszokból álló, jól kitáblázott túraútvonal hálózza be az országot, így a Cseh-hegységet is.

## Ünnepek
| Dátum           | Ünnep                                       | Az ünnep neve csehül                            |
| --------------- | ------------------------------------------- | ----------------------------------------------- |
| január 1.       | Újév és a függetlenség napja                | Den obnovy samostatného českého státu; Nový rok |
| május 1.        | A munka ünnepe                              | Svátek práce                                    |
| május 8.        | A felszabadulás napja                       | Den vítězství                                   |
| július 5.       | Szent Cirill és Metód napja                 | Den slovanských věrozvěstů Cyrila a Metoděje    |
| július 6.       | Husz János napja                            | Den upálení mistra Jana Husa                    |
| szeptember 28.  | Az államalapítás napja (Szt. Vencel napja)  | Den české státnosti                             |
| október 28.     | Az önálló Csehszlovákia kikiáltásának napja | Den vzniku samostatného československého státu  |
| november 17.    | A szabadságharc és a demokrácia napja       | Den boje za svobodu a demokracii                |
| december 24.    | Szenteste                                   | Štědrý den                                      |
| december 25–26. | Karácsony                                   | 1. a 2. svátek vánoční                          |